# Хмельницкий, Богдан Михайлович
Богда́н-Зино́вий Миха́йлович Хмельни́цкий герба Абданк (укр. Богдан-Зіновій Михайлович Хмельницький гербу Абданк, пол. Bohdan Zenobi Chmielnicki herbu Abdank; 27 декабря 1595 [6 января 1596], Суботов — 27 июля [6 августа] 1657, Чигирин) — гетман Войска Запорожского, полководец, политический и государственный деятель.
Предводитель национально-освободительного восстания с целью освобождения казацких земель от польско-литовской власти (см. Гетманщина), в результате которого Левобережная Украина с Киевом окончательно вышли из Речи Посполитой и вошли в состав Русского царства.
В XX веке Хмельницкий стал национальным героем украинского народа.

## Происхождение и образование
О жизни Богдана Хмельницкого до 1647 года известно очень мало. Местом рождения считается Суботов, в качестве года рождения указывают либо 1595:70 (вычислен по сведениям венецианского посла Николо Сагредо, который в 1649 году писал в своём рапорте в венецианскую сеньорию, что Хмельницкому 54 года), либо 1596:153 год.
Наиболее распространённой является версия, что Богдан Хмельницкий происходил из шляхетского рода Хмельницких:70:153. Учился в иезуитском коллегиуме во Львове (1609/10 — 1615/16) (по другой версии — в иезуитском коллегиуме в Ярославле-Галицком (ныне Ярослав, Польша)).
Отец Богдана, чигиринский подстароста Михаил Хмельницкий:70, был на службе у коронного гетмана Станислава Жолкевского, а затем у его зятя Яна Даниловича. В 1620 году он участвовал в походе Жолкевского на Молдавию и погиб в битве с турками под Цецорой.
Мать Богдана была казачкой:153 и, скорее всего, звалась Агафьей (хотя это также может быть второе имя, полученное после перехода в монашеский чин). Имеются другие сведения, согласно которым мать его была дочерью шляхтича и гетмана реестрового казацкого войска Богдана Ружинского и носила имя Анастасия-Агафия. Второе имя Богдан дано при крещении в честь его деда Ружинского, славного его походом в Крым, далее Трапезунд, Синоп, окрестности Константинополя, Килия на Дунае, присутствующим на крещении его крестным отцом. После смерти мужа она вышла замуж за шляхтича и «королевского солдата» Василия Шишко-Ставецкого (этот брак матери Богдана со шляхтичем свидетельствует в пользу её собственного благородного происхождения), который пережил её и во время восстания Хмельницкого служил в армии Речи Посполитой в Беларуси. Его сын Григорий, брат Богдана по матери, переселился в Белгород в 1649 году, где женился на вдове, которая имела 4 детей.
Историки имеют чрезвычайно мало сведений о Михаиле Хмельницком. До сих пор не удалось выяснить, из какого поселения — Хмельника, Хмелева, Хмелива, Хмельницкого или Хмелёвки — происходил его род. Предположение Ивана Крипякевича, что он вышел из села Хмельника, расположенного в Перемышльской земле, требует убедительной аргументации; пока же можно лишь более или менее уверенно утверждать, что предки Богдана проживали на западе современной Украины. Есть также версия о польском (Мазовецком) происхождении Михаила, но она не поддержана большинством историков. Пол Роберт Магочий в своей истории Украины указывает белорусское происхождение Михаила Хмельницкого, а историк Николай Маркевич указывал, что Михаил был родом из местечка Лысянка.
Даже если принять, что Михаил Хмельницкий был шляхтичем герба «Абданк», надо ещё ответить на вопрос, был ли шляхтичем сам Богдан. Согласно сообщениям венецианца Альберто Вимина и шведского посла Самуила Грондского, которые, соответственно, в 1650 и 1656 годах встречались с Богданом и могли получить от него или кого-то другого в Чигирине эту информацию, Михаил был осуждён судом на «баницию» или «инфамию». Такие приговоры суды выносили шляхтичам за нападения на имения соседей, произвол, отказ подчиняться судебным решениям, за долги и другое. Не исключено, что Михаил Хмельницкий совершил нечто подобное и, спасаясь от тюрьмы, а то и смерти, бежал поближе к Дикому Полю, где приговоры судов становились призрачными. Возможно, бежать ему помог сам Жолкевский или кто-то из его круга.
По мнению Смолия и Степанкова, исходя из норм тогдашнего польского права (в частности, устава 1505 года), Богдан де-юре не принадлежал к шляхетскому сословию. Во-первых, если шляхтич женился на простолюдинке, он автоматически лишал своих будущих детей шляхетства. Матерью Богдана была казачка (хотя и из княжеского рода Ружинских). Во-вторых, Михаил Хмельницкий был подвергнут инфамии, что предполагало утрату шляхетства, а потому его дети не могли унаследовать шляхетство (по крайней мере до отмены инфамии), даже если бы он женился на шляхтянке. Другой вопрос, что в полной опасностей повседневной жизни на пограничьях Дикого Поля казаки считали свой статус равным шляхетскому. Юридические тонкости наследования шляхетства далеко не всегда принимались во внимание, а потому сын чигиринского подстаросты считал себя полноправным шляхтичем.
Как аргумент против шляхетского происхождения Богдана приводится также тот факт, что его сына Юрия король счёл нужным нобилитовать. Однако, в отличие от отца последний точно был сыном казачки; также повторную нобилитацию на том сейме получили и другие баниты, чьё шляхетское происхождение не вызывает сомнений. Другой аргумент — то, что по ординации 1638 года Богдана лишили его должности войскового писаря, когда должности такого уровня были зарезервированы только за шляхтичами
Своё обучение Хмельницкий начал в киевской братской школе (что видно из его скорописи), а после её окончания поступил в Иезуитский коллегиум в Ярославе, а потом и во Львове. Овладев искусством риторики и сочинения, а также в совершенстве польским языком и латынью, Хмельницкий не перешёл в католичество и остался верен отцовской вере (то есть православию). Позже он напишет, что иезуиты не смогли добраться до самых недр его души. По его словам, ему не стоило труда вытеснить из себя их проповеди и остаться верным родной вере. Хмельницкий побывал во многих европейских странах.

## Служба королю

### Турецкий плен
Вернувшись на родину, Хмельницкий участвует в польско-турецкой войне 1620—1621 годов, во время которой, в битве под Цецорой, гибнет его отец, а сам он попадает в плен. В рабство Богдан был продан на невольничьем рынке города Килия (сейчас Одесская область Украины). Два года тяжёлого рабства (по одной версии — на турецкой галере, по другой — у самого адмирала) для Хмельницкого не прошли понапрасну: выучив турецкий и татарский языки, далее он был выкуплен родственниками. Вернувшись в Суботов, он был зачислен в реестровое казачество.
С конца 1623 года начинает активно участвовать в морских походах запорожцев на турецкие города (кульминацией этого периода стал 1629 год, когда казакам удалось захватить предместья Константинополя). После долгого пребывания на Запорожье Хмельницкий вернулся в Чигирин, женился на Анне Сомковне (Ганна Сомко) и получил уряд сотника чигиринского. В истории последовавших затем восстаний казаков против Польши между 1630 и 1638 годами имя Хмельницкий не встречается. Единственное его упоминание в связи с восстанием Павлюка 1637—1638 года — капитуляция восставших была писана его рукой (он был генеральным писарем у восставших казаков) и подписана им и казацкой старшиной. После поражения вновь низведён в ранг сотника.

### Против Русского царства
По утверждению Летописи Самовидца, когда на польский престол вступил Владислав IV и началась война Речи Посполитой с Русским царством, Хмельницкий в 1634 году участвовал в боях под Смоленском, который был осаждён русскими войсками в 1632—1633 годах.

### Против Османской империи
Богдан Хмельницкий пользовался уважением при дворе польского короля Владислава IV. Когда в 1645 году король задумал без согласия сейма начать войну с Османской империей, он доверил свой план и Богдану Хмельницкому. Не один раз он входил в состав депутаций для представления сейму и королю жалоб на насилия, которым подвергались казаки.

### На стороне кардинала Мазарини
Утверждается, что во время войны Франции с Испанией (1644—1646) Богдан с более чем двухтысячным отрядом казаков принимал участие в осаде крепости Дюнкерк. Уже тогда посол де Брежи писал кардиналу Мазарини, что казаки имеют очень способного полководца — Хмельницкого.
Эта версия опровергалась в работах польского историка Збигнева Вуйцика и советского историка казачества Владимира Голобуцкого, которые утверждали, что на самом деле в осаде Дюнкерка участвовало 2400 польских наёмников под командованием полковников Пшиемского, Кабре и де Сиро. Между историками ещё продолжаются дискуссии об участии запорожских казаков во взятии Дюнкерка. Пьер Шевалье в своей «Истории войны казаков с Польшей» утверждал, что граф де Брежи (посол) посоветовал кардиналу Мазарини запорожских казаков в качестве наёмников. Переговоры с французами Хмельницкий вёл лично. В письме графа де Брежи была подробно описана встреча с запорожским полковником Богданом Хмельницким, который, со спокойствием приняв предложение французов, в октябре 1645 года выступил в Кале. Но неизвестно, принимал ли он сам участие в осаде или нет: есть данные только об Иване Сирко, да и то сомнительные — возможно, что речь шла о полковнике де Сиро. Но, когда в 1655 году Богдан Хмельницкий участвовал в переговорах с французским послом, он говорил, что ему приятно вспоминать о своём пребывании во Франции, причём, принца Конде он с гордостью называл своим «бывшим вождём».
В 1646 году Владислав IV задумал без согласия сейма начать войну с Турцией и начал искать поддержку у казацких старшин — Ильяша Караимовича, Барабаша и Хмельницкого (в то время тот был войсковым писарем). Казацкое войско должно было развязать войну с Османской империей, а за это оно получало королевскую грамоту, восстанавливавшую казацкие права и привилегии. Узнав о переговорах короля с казаками, сейм воспротивился им и король принуждён был отказаться от своих планов. Выданная королём грамота хранилась втайне у Барабаша. Позже Хмельницкий хитростью выманил у него её. Некоторые историки утверждают, что Хмельницкий для того, чтобы придать законности его восстанию, подделал королевскую грамоту.

## Против Польши
Хмельницкий имел небольшой хутор Суботов (по названию реки Суба), близ Чигирина. Воспользовавшись его отсутствием, польский подстароста Чаплинский, ненавидевший Хмельницкого, напал на его хутор, разграбил его, увёз женщину (Гелену), с которой Хмельницкий жил после смерти его первой жены Анны Сомковны, обвенчался с ней по католическому обряду, избил младшего сына Хмельницкого, что, как предполагают некоторые историки, стоило ему жизни. Задокументированных подтверждений смерти сына Хмельницкого нет, но его имя больше нигде не упоминается, в отличие от Тимоша и Юрия.
Хмельницкий начал было искать возмездия в суде, но там ему ответили только насмешкой, возместив ему лишь 100 золотых (по оценкам историков, сумма ущерба составляла больше 2 тысяч золотых). Тогда он обратился к королю, который, чувствуя себя бессильным перед Сеймом (Польским парламентом), высказал, как говорили, удивление, что казаки, имея сабли за поясом, не защищают сами своих привилегий. Более того, за попытки «добиться правды» Хмельницкий был обвинён в заговоре и заключён местными польскими властями в тюрьму, откуда смог освободиться только благодаря заступничеству Барабаша.
В начале февраля 1648 года группа казаков с Хмельницким прибыла в Запорожье. Отъезд не вызвал никакого подозрения у местной администрации, так как это было обычное событие. Собрав вокруг себя запорожцев на острове Томаковка, который находился вниз по Днепру в 60 км южнее острова Хортица, Хмельницкий решил идти на Сечь, расположенную на Никитском Рогу (возле современного Никополя). На Сечи с 1638 года находился гарнизон коронного войска. Отряд Хмельницкого разбил польский гарнизон и принудил к бегству черкасского реестрового полковника Станислава Юрского. Реестровые казаки гарнизона присоединились к отряду Хмельницкого, мотивируя свой переход «воювати козаками проти козаків — це все одно, що вовком орати»(«воевать казаками против казаков — всё равно что волком пахать»).
Чтобы привлечь на свою сторону крымского хана Ислама III Гирея, Хмельницкий направил к нему своих послов, которые сообщили хану о планах короля напасть с запорожцами на Крым.
Хан дал уклончивый ответ — не объявляя формально войны Польше, хан велел перекопскому мурзе Тугай-бею выступать с Хмельницким. 18 апреля 1648 года Хмельницкий вернулся на Сечь и изложил результаты своей поездки в Крым.
В хронике «Тарих-и Ислам Герай хан» (1651 г.) придворного крымского летописца Мехмеда Сенаи, сообщается о намерении Богдана Хмельницкого принять ислам.

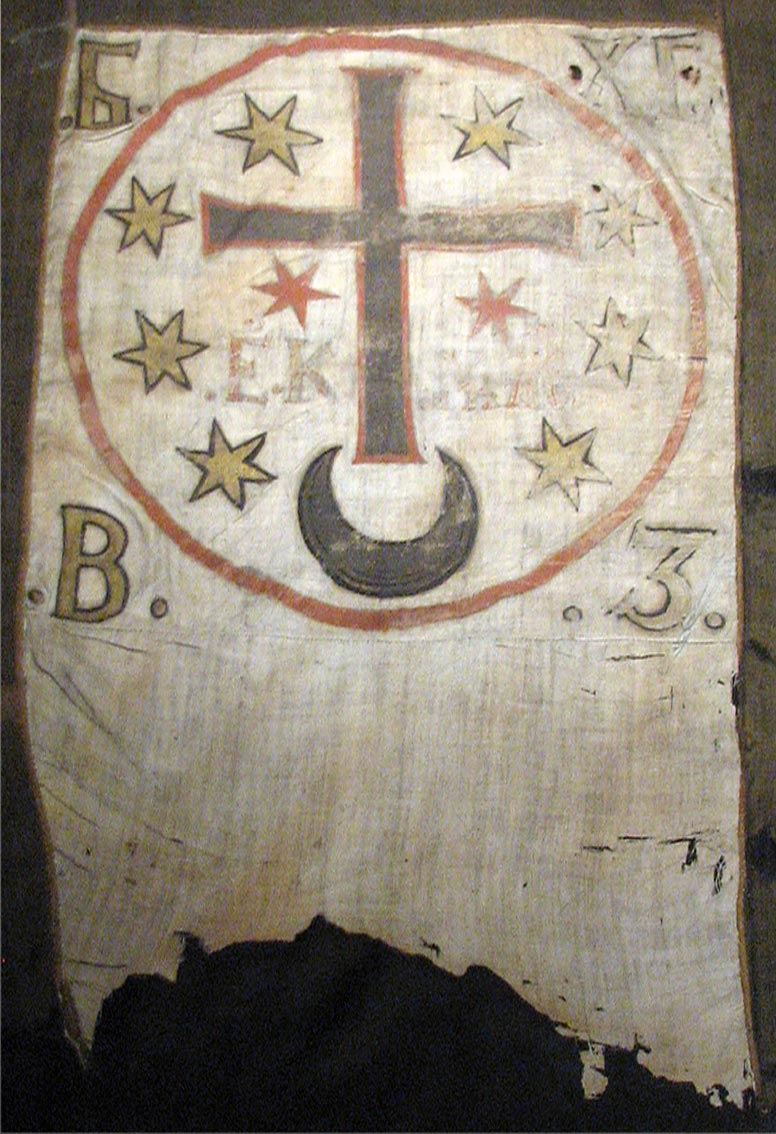
Хоругвь Богдана Хмельницкого. Оригинал., Эстермальм, Стокгольм, Швеция.

Полковники и старшина на Сечи приняли его с энтузиазмом и казачество избрало его гетманом Войска Запорожского. К этому периоду относится появление личной хоругви Богдана Хмельницкого, оригинал которой был не так давно найден в шведской государственной коллекции трофеев Armémuseum (Военный музей, Музей Армии) в Стокгольме, а реконструкция экспонируется в историческом музее г. Чигирина. По сведениям историков, хоругвь была утрачена казаками вместе с целым рядом других в битве с поляками при Берестечке в 1651 году. Позднее, во время оккупации шведами территории Польши в 1655 году хоругви, скорее всего, оказались среди шведских трофеев. В настоящее время хоругвь представляет собой коричневое полотнище с «откосом», направленным вверх при горизонтальном расположении флага. По сохранившимся акварелям восстановлены первоначальные цвета — красно-оранжевый), в центре на белом фоне изображены золотые шестиконечные звёзды, крест, серебряный полумесяц и буквы «Б. Х. Г. Е. К. МЛС. В. З.», что означает «Богдан Хмельницкий — Гетман Его Королевской Милости Войска Запорожского».

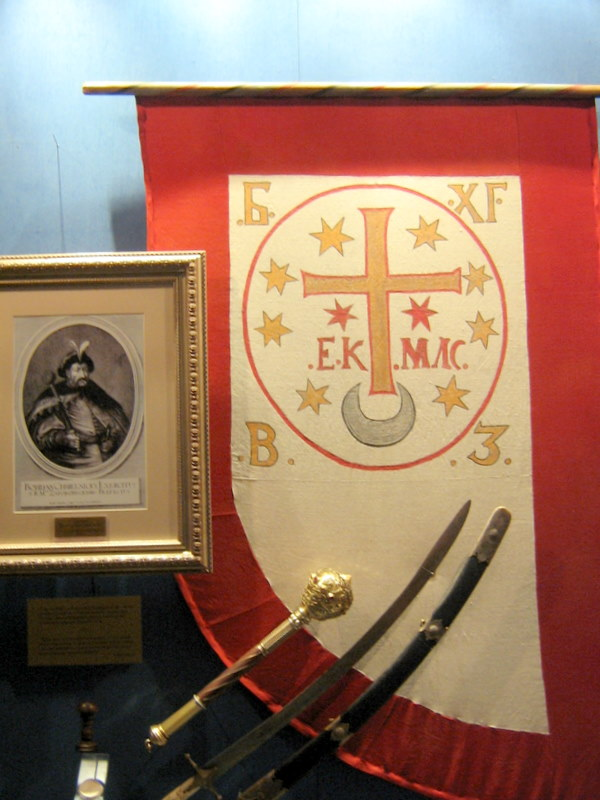
Хоругвь Богдана Хмельницкого. Реконструкция.
Чигиринский исторический музей.

## Начало военных действий

### Битва при Жёлтых Водах
Дождавшись 3—4-тысячного отряда перекопского мурзы в конце апреля, 8 тысячное казацкое войско вышло из Сечи. Николай Потоцкий выслал 4 полка реестровых казаков в лодках вниз по Днепру, ещё два — присоединил к «кварцяному» отряду, который выступил с Крылова навстречу восставшим. Общее руководство этим отрядами численностью 5—6 тысяч человек, должен был осуществлять 20-летний сын Николая Стефан Потоцкий. Оба гетмана — коронный Николай Потоцкий и польный Мартин Калиновський остались в лагере между Черкассами и Корсунем поджидая подкрепления. 22 апреля 1648 года четырёхтысячное войско Хмельницкого выступило из Запорожья; за ним на некотором расстоянии шёл Тугай-бей с тремя тысячами татар. Обойдя крепость Кодак, где сидел польский гарнизон, Хмельницкий направился к устью реки Тясмина и остановился лагерем на притоке Жёлтые Воды, впадающем в Тясмин (в нынешней Днепропетровской области). Некоторое время спустя подошли туда и поляки, под начальством молодого Стефана Потоцкого — всего пять тысяч человек и восемь пушек. Поляки ждали подкрепления от двух полков реестровых казаков, которые спускались лодками по Днепру, но они перебили своих командиров и перешли на сторону Хмельницкого. Было подписано перемирие, и поляки выдали Хмельницкому артиллерию в обмен на заложников — полковников Михаила Крысу и Максима Кривоноса. Затем казаки провели обманную атаку на лагерь поляков и находящиеся в заложниках казацкие полковники потребовали себе коней, чтоб остановить «наступление». Как только им дали коней, они поскакали к восставшим, чтобы их якобы «остановить», а на самом деле сбежали. После того, как Хмельницкий завладел артиллерией, положение польской армии стало безнадёжным. Поляки пробовали передать сведения о своём тяжёлом положении в основную армию, которая стояла около Корсуня, многими способами: известна даже попытка передать записку со специально обученной собакой, но все усилия оказались бесплодными. После перехода реестровых казаков на сторону Хмельницкого польская армия имела «некомплект» в пехоте и не могла обороняться. 5 мая после ряда татаро-казацких атак на лагерь было принято решение отходить, отгородившись рядами возов с флангов, но возле урочища Княжие Байраки в верховьях речушки Днепровой Каменки казаками и татарами была сделана засада (путь отступления перекопан окопами), и отступающие поляки были полностью разгромлены. Стефан Потоцкий был смертельно ранен, другие начальники взяты в плен и отправлены пленниками в Чигирин.

### Битва при Корсуне
Хмельницкий двинулся к Корсуню, где стояло польское войско, под начальством польного и великого коронных гетманов Калиновского и Николая Потоцкого. 15 мая Хмельницкий подошёл к Корсуню почти в то самое время, когда польские полководцы получили известие о поражении поляков при Жёлтых Водах и не знали ещё, что предпринять. Хмельницкий подослал к полякам казака Микиту Галагана, который, отдавшись в плен, предложил себя полякам в проводники, завёл их в лесную чащу и дал Хмельницкому возможность без труда истребить польский отряд.
По версии Натальи Яковенко:

После победы под Жёлтыми Водами, казаки поспешили на север, где на левом берегу реки Рось рядом с Корсунем была ставка обоих гетманов. 25 апреля в тыл коронного войска сумел зайти отряд Максима Кривоноса и татары под предводительством Тугай-Бея. Окружённые приняли решение идти на прорыв. Однако шпионы сообщили Хмельницкому их планы. Отряд Кривоноса перекопал дорогу-путь отступления в Гороховой балке на Богуславском шляхе. Здесь и произошла битва. Потоцкий храбро сражался как рядовой солдат, получил три сабельных удара, а Калиновский был ранен пулей в руку и татарской саблей в голову. Через несколько часов битва закончилась, большинство поляков погибло, выживших татары взяли в плен.
Погибла вся коронная (кварцяная) армия Польши мирного времени — более 20 тысяч человек. Потоцкий и Калиновский были взяты в плен и отданы, в виде вознаграждения, Тугай-бею. По легенде, пленные польские гетманы спросили у Хмельницкого, чем же он расплатится с «шляхетными рыцарями», имея в виду татар и намекая на то, что им придётся отдать часть Украины на разграбление, на что Хмельницкий ответил: «Вами расплачусь». Сразу после этих побед на Украину прибыли основные силы крымских татар во главе с ханом Ислямом III Гиреем. Поскольку сражаться уже было не с кем (хан должен был помочь Хмельницкому под Корсунем), был проведён совместный парад в Белой Церкви, и орда с огромной добычей и с многотысячным количеством ясыря вернулась в Крым. Хмельницкий же в Белой Церкви издал универсал, в котором декларировал свою преданность королю Владиславу, обвинял поляков, заявлял о готовности бороться за казацкие права и вольности и православную веру.

### Битва при Пилявцах
К концу лета 1648 года польская армия численностью 35—40 тыс. человек (шляхтичи и жолнеры) сосредотачивалась на Волыни у Чолганского Камня.
Командование войском, за пленением обоих гетманов, было поручено трём коронным комиссарам, которых Хмельницкий саркастически называл «Перина, дытына и латына», то есть князю Владиславу-Доминику Заславскому, Александру Конецпольскому и Николаю Остророгу. Первый был известен своей изнеженностью, второй относительно молод (ему было 28 лет), третий был выпускником 3-х европейских университетов, но боевого опыта не имел.
У армии был огромный обоз — 100 тысяч подвод и при армии находилось 5000 женщин лёгкого поведения. По воспоминаниям современника — армия будто бы собралась на свадьбу, увеселение, но не на войну.
Армия Хмельницкого имела количественный перевес — около 50—70 тысяч человек, немного позже ещё подошла татарская конница. Армии встретились у села Пилявцы возле Староконстантинова (ныне с. Пилява, Хмельницкой области).
Битва произошла на небольшой равнине возле речушки Иква 11—13 сентября по старому стилю (21—23 сентября н. с.) 1648 года.
После двух дней попыток поляков перейти реку и незначительных стычек, к Хмельницкому подошло подкрепление — 4 тысячи татар. На рассвете 13 сентября татары и казаки врасплох напали на польский лагерь. Вслед за тем казаки притворным бегством заманили пехоту поляков на узкую мельничную плотину, где и уничтожили. Освободившиеся силы казаков и татар ударили на конницу Вишневецкого, стоявшую на правом фланге поляков, тогда как казацко-татарская засада под командованием М.Кривоноса нанесла удар по левому флангу и тылу поляков, вызвав у них панику. Ночью на польском военном совете было принято решение отступать. Первым побежало командование, его примеру последовали остальные.
Войско Хмельницкого захватило 90 пушек, огромные запасы пороха: стоимость трофеев оценивалась огромной суммой от 7 до 10 млн золотых. Пилявское поражение — одна из самых печальных страниц военной истории Речи Посполитой. Хмельницкий занял Староконстантинов, затем Збараж. Большая часть добычи и пленных, однако, досталась татарам. В связи с этим в армии Хмельницкого стало много недовольных. Участились случаи и размах грабежа местного мирного населения.

### Осада Львова
В конце сентября во Львов стекались беглецы из-под Пылявы, которые 29 сентября избрали И. Вишневецкого заместителем гетмана, а Н. Остророга — его заместителем. Для защиты Львова осталось 4400 человек, остальные (13 500 человек) оставили город. В кратчайшие сроки горожане смогли собрать значительные средства для защиты города — 900 тысяч злотых и большое количество драгоценностей. Но при приближении войск Хмельницкого Вишневецкий и Остророг вместе с солдатами и ценностями покинули город. Оборона практически беззащитного города легла на бургомистра Мартина Гросвайера.:112
6 октября татары и отдельные подразделения атаковали окраины города, 8 октября подошли основные силы Хмельницкого. 9 октября начались бои за городские укрепления, а на следующий день полк Максима Кривоноса атаковал Высокий Замок, который удалось взять 15 октября:112, 113.
Как показывают действия гетмана, он не собирался занимать город, а скорее стремился заставить магистрат выплатить крайне нужную контрибуцию за снятие осады. Хмельницкий согласился на сравнительно небольшую сумму в 220 тысяч злотых деньгами и товарами, которая была доставлена в казацкий лагерь 21 октября. Уже 26 октября его войско сняло осаду и направилось в сторону Замостья. Основная часть татар ушла в Крым, с гетманом остался только Тугай-бей и около 10 000 татар:113.

## Первая попытка договориться с правительством Речи Посполитой
17 ноября 1648 года новым королём Речи Посполитой, не без поддержки Б. Хмельницкого, стал Ян Казимир. В это время войско Хмельницкого держало в осаде город-крепость Замосць. Взятие этой крепости открыло бы дорогу на Варшаву. Но осенняя погода, дожди, начавшаяся эпидемия дизентерии, враждебное отношение польского населения к казакам, богатая добыча восставших поуменьшили их пыл, и начались переговоры казацкой старшины с новым королём. Казаки просили:
- всеобщая амнистия;
- новый 12-тысячный реестр Войска Запорожского;
- восстановление казацкого самоуправления;
- право свободного выхода в море;
- удаление с казацких территорий кварцянного войска;
- подчинение старост на казацкой территории гетманской власти.

Не ожидая конца переговоров, 23-24 ноября Хмельницкий повернул свои войска домой. Что касается отрядов восставших крестьян, действовавших на оставленных казаками территориях, то Хмельницкий потребовал прекратить всякую войну и вернуться к мирной жизни.

## Триумфальный въезд в Киев
17 (27) декабря 1648 года Хмельницкий триумфально въехал через Золотые Ворота в Киев, который приветствовал его перезвонами церквей, пушечными выстрелами и тысячными толпами народа. Студенты Киевской академии приветствовали его с декламациями как Моисея, Богом данным (игра слов с именем Богдан) освободителем от польской неволи православного населения.

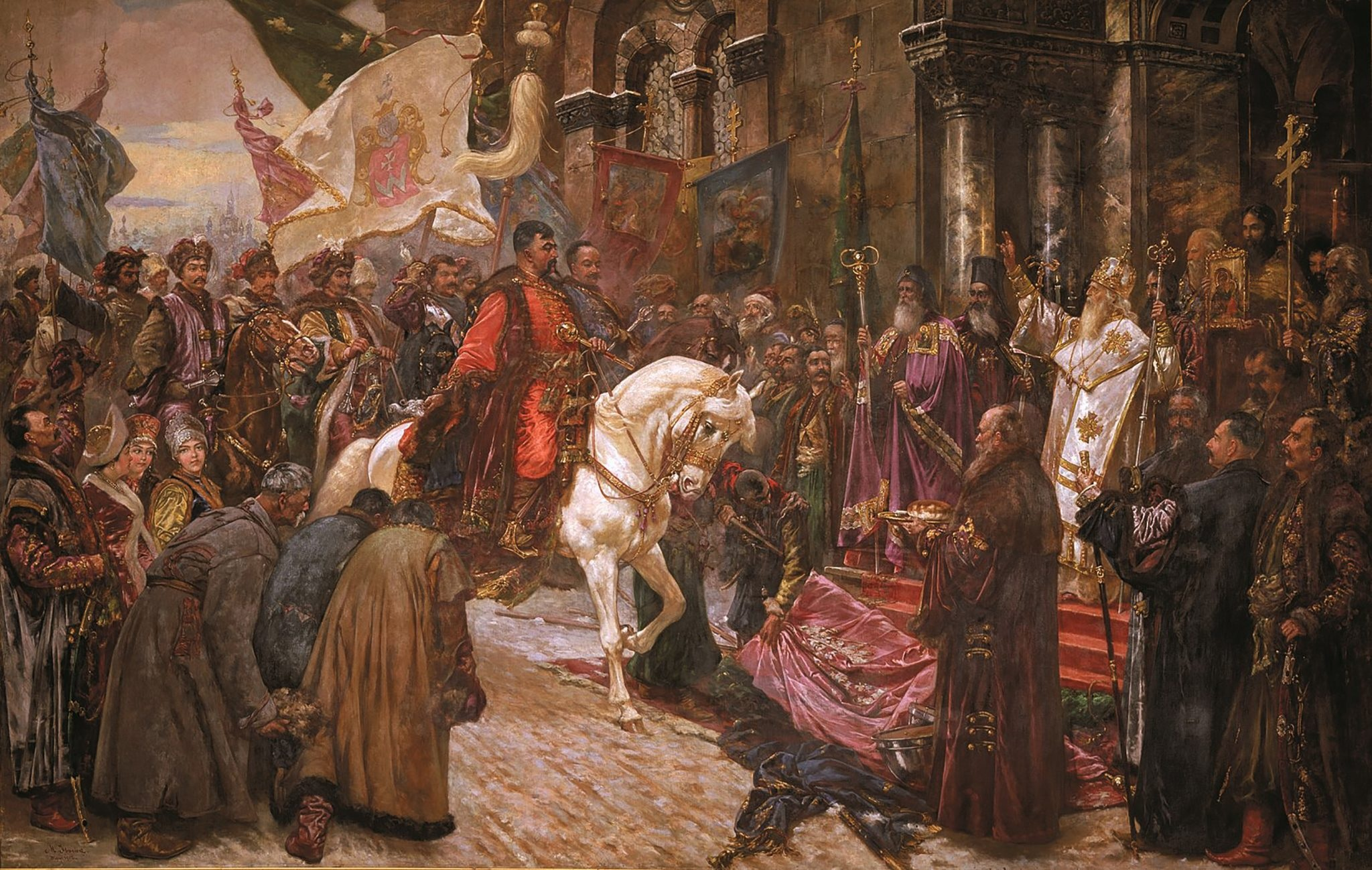
Н. И. Ивасюк. «Въезд Богдана Хмельницкого в Киев в 1649 году». Конец XIX в. Холст, масло. 350 × 550 см. Национальный художественный музей Украины, Киев

Его встречали Иерусалимский патриарх Паисий и Киевский митрополит Сильвестр Коссов. Через несколько дней патриарх в Софиевском соборе отпустил все настоящие и будущие грехи и заочно повенчал гетмана с Мотрёной (Еленой Чаплинской) и под пушечные выстрелы благословил на войну с поляками.
Переговоры, начатые в Замостье, продолжались в Киеве в начале 1649 года. Перед переговорной комиссией предстал «новый» Хмельницкий:

Правда есть, — говорил он обескураженным послам, — что я маленький незначительный человек, но это Бог мне дал, что ныне я единовладец и самодержец руський … Выбью из лядской неволи весь руський народ, а что раньше я воевал за свой вред и неправду, то отныне я буду воевать за нашу веру православную… Отрекитесь от ляхов и с казаками оставайтесь, потому что Лядская земля згинет, а Русь будет господствовать… Свободно мне там распоряжаться, мой Киев, я хозяин и воевода Киевский, дал мне это Бог… с помощью моей сабли.
— 
Из дневника польского посольства видно, как Хмельницкий быстро превращался от сторонника «казацкой автономии» на землях Надднепровщины в освободителя от польской неволи всего украинского народа между Львовом, Холмом и Галичем.
Лёгкие победы Хмельницкого при Жёлтых Водах и под Корсунем усилили его влияние. Крестьянство, у которого не оставалось иного выбора, вливалось в ряды повстанцев. В противном случае они попадали в ясырь к татарам. Крестьяне и казаки устраивали масштабные погромы поляков и евреев.

## Дипломатия Хмельницкого
Начало переговоров с Русским царством
Ещё в июне 1648 года Хмельницкий направил письмо Московскому царю Алексею Михайловичу (текст см. ниже).
В декабре 1648 года в Киеве проездом в Москву находился иерусалимский патриарх Паисий, который уговаривал его создать отдельное православное Русское княжество, упразднить унию. Паисий согласился также передать письмо Хмельницкого царю с просьбой «о принятии Войска Запорожского под высокую государеву руку». Митрополит Коринфский Иоасаф препоясал гетмана мечом, освящённым на Гробе Господнем в Иерусалиме.
В первых числах января 1649 года Хмельницкий выехал в Киев, где его встретили торжественно. Из Киева Хмельницкий отправился в Переяслав. Слава его разнеслась далеко за пределы охваченных восстанием земель. К нему приходили послы от крымского хана, турецкого султана, молдавского господаря, семиградского князя.
Гетман Войска Его Королевской Милости Запорожского
Пришли послы и от поляков, с Адамом Киселём во главе, и принесли Хмельницкому королевскую грамоту на гетманство. Хмельницкий созвал раду в Переяславле, принял гетманское «достоинство» и благодарил короля. Это вызвало большое неудовольствие в среде старши́ны, за которой следовали и простые казаки, громко выражавшие свою ненависть к Польше. Ввиду такого настроения Хмельницкий в своих переговорах с комиссарами вёл себя довольно уклончиво и нерешительно. Комиссары удалились, не выработав никаких условий примирения. Война, впрочем, не прекращалась и после отступления Хмельницкого от Замостья, особенно на Волыни, где отдельные украинские отряды (загоны) продолжали непрерывно партизанскую борьбу с поляками. Польский Сейм, собравшийся в Кракове в январе 1649 года, ещё до возвращения комиссаров из Переяслава, постановил собирать ополчение.
В Переяславе Хмельницкий повенчался с Геленой Чаплинской, получив специальное разрешение патриарха Паисия. Первый муж Чаплинской был жив, и формально Чаплинская состояла с ним в браке.
Письмо к королю Яну Казимиру
В то же время Богдан писал королю польскому:

Найяснейший милостивый король, п(ан) наш милостивый. Согрешили мы, что взяли в плен гетманов (Н. Потоцкого и М. Калиновского — примечание переводчика) и войско в(ашей) к(оролевской) м(илости), которое на нас наступало, согласно воле в(ашей) к(оролевской) м(илости), разгромили. Однако просим милосердия и, чтобы строгость гнева в(ашей) к(оролевской) м(илости) не привела нас к десперации, ожидаем теперь ответа и милосердия; верно возвратимся (назад), а сами на услуги в(ашей) к(оролевской) м(илости) съедемся.
Богдан Хмельницкий, войска в(ашей) к(оролевской) м(илости) Запорожского старший.
— 
Примерно с таким же содержанием, заверениями в верности, покорности и вассалитете писались письма и крымскому хану и турецкому султану.
Приведённые выше цитаты иллюстрируют не желание Хмельницкого пойти к кому-либо на службу, а дипломатическую игру.

## Осада Збаража и битва при Зборове

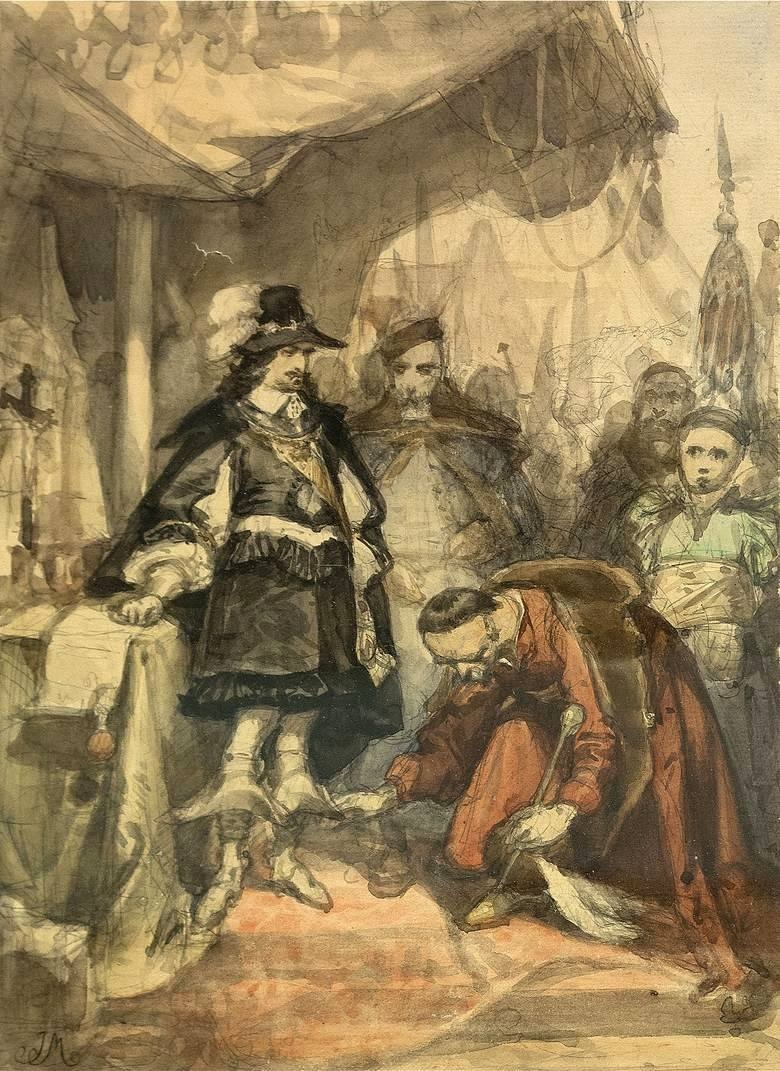
Присяга Богдана Хмельницкого под Зборовом. Рисунок Яна Матейко.

Весной польские войска стали стягиваться на Волынь. Хмельницкий разослал по Украине универсалы, призывая всех присоединиться к его войску. Летопись Самовидца, современника этих событий, довольно картинно изображает, как все, стар и млад, горожане и селяне, бросали свои жилища и занятия, вооружались чем попало, брили бороды и шли в казаки. Образовано было 30 полков общей численностью около 120—150 тыс. человек. Войско было устроено по новой, полковой системе, выработанной казачеством при походах в Сечи Запорожской. Хмельницкий выступил из Чигирина, но двигался вперёд чрезвычайно медленно, поджидая прибытия крымского хана Исляма III Гирея, с которым он и соединился на Чёрном Шляху, за Животовым. После этого Хмельницкий с татарами подступил к Збаражу, где осадил польское войско. Численность польских войск, оборонявших Збаражский замок, составляла всего 15 тыс. человек. Этими войсками руководили региментарии Анджей Фирлей, Станислав Лянцкоронский и Николай Остророг, однако фактически руководил обороной князь Иеремия Вишневецкий, отец будущего короля Речи Посполитой. Под его руководством польские войска, несмотря на голод и болезни, успешно выдержали 35-дневную осаду, выиграв 16 битв и совершив при этом 75 вылазок на врага. На помощь осаждённым выступил сам король Ян Казимир во главе двадцатитысячного отряда. Папа прислал королю освящённое на престоле святого Петра в Риме знамя и меч для истребления схизматиков, то есть православных. Хмельницкий знал маршрут движения польского войска и устроил засады вблизи Зборова. 5 августа, произошла битва, в первый день оставшаяся нерешённой. Поляки отступили и окопались рвом. На другой день началась ужасная резня. Казаки врывались уже в лагерь. Плен короля, казалось, был неизбежен, но Хмельницкий остановил битву, и король, таким образом, был спасён. Очевидец объясняет этот поступок Хмельницкого тем, что он не хотел, чтобы басурманам достался в плен христианский король.

## Вторая попытка договориться со шляхтой
Поскольку Хмельницкий, как бунтовщик, был объявлен вне закона, переговоры от имени польского короля велись с крымским ханом Ислямом III Гиреем. Скоро были достигнуты договорённости: Речь Посполитая соглашалась с выпасом татарских табунов на нейтральной полосе между речками Ингул и Большая Высь. Кроме того, поляки обещали 200 тыс. талеров за отвод войск в Крым и дополнительно 200 тысяч талеров за снятие осады Збаража. Ханский визир, ведший переговоры, настаивал о признании поляками 40 тысяч реестрового списка Войска Запорожского.

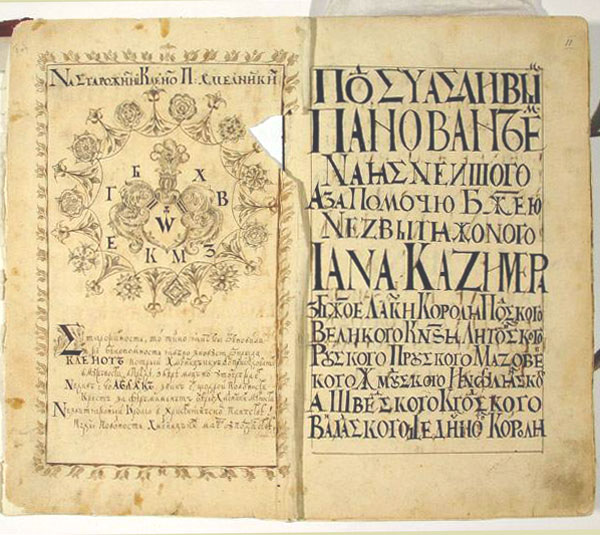
Титульный лист реестра Войска Запорожского 1649 года, с гербом гетмана Богдана Хмельницкого и полным титулом короля Речи Посполитой — Яна Казимира

Предательство татар поставило Хмельницкого в тяжёлое положение.

Вечером 19 августа Хмельницкий согласился с условиями Зборовского мирного договора. Договор имел 17 пунктов. Казацкая автономия охватывала три воеводства: Киевское, Брацлавское, и Черниговское. Администрация этих воеводств назначалась из местной православной шляхты, все евреи и иезуиты должны были быть выселены. Объявлялась амнистия шляхте, крестьянам и мещанам, которые выступали против коронной армии. 23 сентября была снята осада Збаража.
Осенью 1649 года Хмельницкий занялся составлением казацкого реестра. Оказалось, что количество его войска превышало установленные договором 40 тысяч. Те, что не попали в реестр, вынуждены были снова жить не с грабежа, а работать. Это вызвало большое недовольство в народе. Волнения усилились, когда магнаты стали возвращаться в свои имения и требовать от крестьян повиновения. Крестьяне восставали против своих хозяев. Хмельницкий, демонстрируя выполнение Зборовского договора, рассылал универсалы, требуя от крестьян повиновения панам, угрожая ослушникам казнью. Многие землевладельцы, не особо рассчитывая на действие этих универсалов на неграмотное население, сами наводили порядок в своих владениях, порой жестоко наказывая зачинщиков мятежа. Ожесточение нарастало. Хмельницкий по жалобам помещиков вешал и сажал на кол виновных, и, вообще, старался не нарушать договор. Между тем, и с польской стороны Зборовский договор не всегда полностью выполнялся. Когда киевский митрополит Сильвестр Коссов отправился в Варшаву, чтобы принять участие в заседаниях сейма, католическое духовенство стало протестовать против его участия, и митрополит принуждён был уехать из Варшавы. Польские военачальники, не стесняясь, переходили черту, за которой начиналась территория, подконтрольная Хмельницкому. Потоцкий, например, незадолго перед тем освободившийся из татарского плена, расположился на Подолье и занялся истреблением повстанческих отрядов (так называемых «левенцов»). Когда в ноябре 1650 года в Варшаву приехали казацкие послы и потребовали уничтожения унии во всех подконтрольных им воеводствах и запрещения магнатам производить насилия над крестьянами, требования эти вызвали бурю на сейме. Несмотря на все усилия короля, Зборовский договор не был утверждён, шляхта решила продолжать войну с Казацкой автономией.

## Берестецкая битва (1651)
В конце лета 1650 года вернулся из татарского плена Николай Потоцкий, который призвал к войне с казаками до тех пор, пока «вся земля не покраснеет от казацкой крови». Декабрьский сейм назначил всеобщую мобилизацию шляхты (посполитоё рушение) на 1651 г. Неприязненные действия начались с обеих сторон в феврале 1651 года на Подолье. Митрополит киевский Сильвестр Коссов, происходивший из шляхетского сословия, был против войны, но митрополит коринфский Иоасаф, приехавший из Греции, побуждал гетмана к войне и препоясал его мечом, освящённым на гробе Господнем в Иерусалиме. Прислал грамоту и константинопольский патриарх, одобрявший войну против врагов православия. Афонские монахи, ходившие по украинским землям, немало содействовали восстанию казачества.
Положение Хмельницкого было довольно затруднительное. Его популярность значительно упала. Народ был недоволен союзом гетмана с татарами, так как не доверял последним и много терпел от своеволия. Между тем Хмельницкий не считал возможным обойтись без помощи татар. Он отправил полковника Ждановича в Константинополь и склонил на свою сторону султана, который приказал крымскому хану всеми силами помогать Хмельницкому как вассалу турецкой империи. Татары повиновались, но эта помощь, как не добровольная, не могла быть прочной.
Весной 1651 года Хмельницкий двинулся к Збаражу и долго простоял там, поджидая крымского хана и тем давая полякам возможность собраться с силами. Только 8 июня хан соединился с казаками. У Хмельницкого было около 100 тыс. человек (40-50 тыс. казаков и остальная часть — ополчение). Татарская конница достигала 30-40 тыс. Коронная армия имела 40 тыс. бойцов регулярной армии, 40 тыс. жолнеров и 40 тыс. шляхетского ополчения (рушения). Предстояла крупнейшая битва. Армии сосредоточились вблизи местечка Берестечко (ныне город районного значения в Гороховском районе Волынской области).
19 июня 1651 года войска сошлись. На другой день поляки начали Берестецкое сражение. Дни боёв совпали с мусульманским праздником Курбан-Байрам, поэтому большие потери у татар (погиб постоянный союзник Хмельницкого Тугай-бей) были восприняты татарами как кара Божья. В начале третьего дня боёв под крымским ханом убило пушечным ядром коня, и орда после этого обратилась в бегство. Хмельницкий бросился за ханом, чтобы убедить его воротиться. Хан не только не вернулся, но и задержал у себя Хмельницкого и Выговского. На место Хмельницкого был назначен начальником полковник Джеджалий, долго отказывавшийся от этого звания, зная, как не любит Богдан Хмельницкий, когда кто-нибудь вместо него принимал на себя начальство. Джеджалий некоторое время отбивался от поляков, но, видя войско в крайнем затруднении, решился вступить в переговоры о перемирии. Король потребовал выдачи Б. Хмельницкого и И. Выговского и выдачи артиллерии, на что казаки по преданию ответили:

«Хмельницького і Виговського видати згодні, але гармати видати не можемо і якщо доведеться з ними на смерть стоятимемо». (Хмельницкого и Выговского выдать согласны, но пушки выдать не можем, и если потребуют, с ними насмерть будем стоять.)

Казаки, с другой стороны знали что Выговский и Хмельницкий у хана — поэтому это было скорее очередной хитростью, а не недовольством Хмельницким. Переговоры остались без успеха. Недовольное войско сменило Джеджалия и вручило начальство винницкому полковнику Ивану Богуну. Начали подозревать Хмельницкого в измене; коринфскому митрополиту Иоасафу нелегко было уверить казаков, что Хмельницкий ушёл для их же пользы и скоро вернётся. Лагерь казаков в это время был расположен возле реки Пляшевой; с трёх сторон он был укреплён окопами, а с четвёртой к нему примыкало непроходимое болото, через которое были сооружены мосты из подручного материала, по которым армия снабжалась водой и провиантом, также казаки водили на другую сторону на выпас коней и хоронили там погибших. Десять дней выдерживали здесь осаду казаки и мужественно отбивались от поляков. Поляки узнали о мостах через болото и польская кавалерия Конецпольского переправилась через реку ниже по течению для того, чтобы отрезать казацкую армию. Богун, когда узнал об этом, взял с собой 2 тысячи казаков и в ночь на 29 июня переправился на другой берег, чтобы их выбить. Богун оставил в лагере и пушки, и гетманские клейноды (включая печать) — отступать или бежать он не собирался. Поскольку рядовым казакам было непонятно, куда переправился Богун, в лагере возникла паника. Толпа в беспорядке бросилась на плотины; они не выдержали и в трясине погибло много людей. Для поляков эта паника была неожиданной и они поначалу боялись атаковать лагерь. Сообразив в чём дело, поляки бросились на казацкий табор и стали истреблять тех, кто не успел убежать и не потонул в болоте. Польское войско не сумело воспользоваться победой в полной мере — многие польские дворяне отказались преследовать казаков, опасаясь засады. Некоторые шляхтичи, у которых не было имений на Украине, покинули армию самовольно и не понесли наказания, создав в истории Речи Посполитой прецедент. Лишь малая часть войск (посполитого рушения) всё же двинулась на Украину, опустошая всё на пути и давая полную волю чувству мести. К этому времени, в конце июля, Хмельницкий, пробыв около месяца в плену у крымского хана, прибыл в местечко Паволочь. Сюда стали к нему сходиться полковники с остатками своих отрядов. Все были в унынии. Народ относился к Хмельницкому с крайним недоверием и всю вину за берестечское поражение сваливал на него. С другой стороны разброд в польской армии после победы позволил Хмельницкому в том же году остановить продвижение поляков под Белой Церковью и на следующий год взять полный реванш за поражение.
В это самое время Хмельницкому пришлось пережить тяжёлую семейную драму. Его жена Мотрона (Гелена Чаплинская) была заподозрена в супружеской неверности (была обнаружена недостача в казне и обвинили казначея в сговоре с Геленой), и сын гетмана Тимош, не любивший мачеху, без приказа гетмана распорядился повесить её вместе с её возможным любовником.
К концу 1651 года умерли И. Вишневецкий и коронный гетман Н. Потоцкий, вожди польского войска под Берестечком, М. Калиновский — третий предводитель польской армии — погиб через год.

## Разгром поляков под Батогом (1652)
В конце апреля 1652 года в Чигирине прошёл тайный совет гетмана со старшиной, на котором было принято решение готовиться к военным действиям против Польши. По предварительной договорённости крымский хан прислал Хмельницкому татарские отряды. Поводом для начала военных действий стало нарушение молдавским господарем Василием Лупу союзного договора. Весной 1652 года отряд Тимофея Хмельницкого отправился в молдавские земли, чтобы заключить династический брак между Тимофеем Хмельницким и дочерью Василия Лупу Розандой и тем самым добиться выполнения условий запорожско-молдавского договора.
22 мая (1 июня) казацкие войска и крымско-татарские отряды переправились через Буг, незаметно подошли к польскому лагерю в урочище Батога между реками Буг и Соб. С северо-запада к лагерю подошёл передовой татарский полк, польская конница первой ударила по татарам. Поляки выбили татар с поля; потом подошли большие татарские силы и заставили поляков отступить к своим позициям. Кавалерийские действия продолжались в течение целого дня и прекратились лишь с наступлением темноты.
За ночь казаки сумели плотно окружить вражеский лагерь со всех сторон. Польские военачальники в это же время проводили военный совет. Наличие татар указывало на подход главных сил Богдана Хмельницкого. В таких условиях, генерал Зигмунд Пшиемский, командир артиллерии, предложил отступить коннице к Каменцу под прикрытием пехоты, но Калиновский отклонил его предложение, опасаясь неудовольствия польского короля Яна Казимира и решил всеми силами обороняться здесь. С запада подошли главные силы запорожского войска, и утром 23 мая (2 июня) начался генеральный штурм польского лагеря.
С юга атаковала татарская конница. Казацкое войско после многочасового упорного боя преодолело сопротивление противника и ворвалось в его лагерь. Зная результаты ночного совещания, многие поляки считали, что Калиновский лишил их шанса на спасение. Боевой дух конницы неимоверно упал. Отбив первую же атаку татар, большая часть гусар воспользовалась предоставленным им простором, чтобы вырваться из окружения. Заметив это, Мартин Калиновский приказал немецким пехотинцам открыть огонь по беглецам. Казацкая и татарская конница преследовала беглецов, уничтожала или брала их в плен. Из всех сторон шёл бой, продолжившийся и после наступления ночи. В темноте поляки окончательно потеряли ориентацию и не знали уже, кто, откуда атакует. Тимофей Хмельницкий приказал поджечь стога сена, чтобы осветить поле боя.
Овладев центром лагеря, казаки пошли на приступ редутов, где закрепились немецкие наёмники и до захода солнца захватили их. Полякам удалось продержаться дольше, но после прорыва их обороны казаками Ивана Богуна исход битвы был решён. Армия Речи Посполитой была разгромлена, сам Мартин Калиновский вместе с сыном Самуэлем Ежи погибли. Также погибли комендант немецкой пехоты Зигмунд Пшиемский, брат будущего короля Яна III Собеского Марек и другие шляхтичи. Польша потеряла убитыми 8000 отборных воинов, большинство из которых были убиты во время последующей за битвой массовой казни пленных. Спастись от погрома удалось не более 1500 польской конницы. Точные потери казаков и татар неизвестны, вряд ли они были больше тысячи.
После окончания битвы Богдан Хмельницкий выкупил у Нуреддин-султана за 50000 талеров всех пленных поляков и приказал их убить, объясняя такой поступок местью за проигранную Берестецкую битву. 3 и 4 июня казаки убили от 5 до 8 тысяч пленных (солдат и слуг), несмотря на протест татар и части казацкой старшины. В рамках массовой казни были зверски убиты многочисленные представители шляхты и аристократии. Пленников со связанными за спиной руками убивали по очереди путём обезглавливания или потрошения.

## Голод, эпидемии, казни
Результатами восстания и карательного похода поляков после Берестечка на восток (когда польская армия занималась большей частью наказанием мирного местного населения) стали огромные потери украинского населения. В 1650-х годах численность населения Украины стала меньше, чем в конце XVI века. Брацлавщина, Волынь и Галиция потеряла около 40-50 % населения. Большинство православного населения бежало в Молдавию и Московское государство. Именно в это время были заселены окраины Московского государства на левом берегу Днепра, которые позже стали называться Слободской Украиной. Хмельницкий безуспешно старался задержать эти переселения. Многие были пленены и проданы в рабство крымцами. В конце 1648 г. число пленных было столь большим, что неслыханно упали цены: татары меняли шляхтича на коня, а еврея — на щепотку табака. Второй раз цены на рабов упали с осени 1654 по весну 1655 года. В это время орда выступила на стороне коронной армии и опустошила только на Подолье 270 сёл и местечек, спалила не меньше тысячи церквей, убила 10 тысяч детей. Осенью 1655 года шведская армия, двигаясь на Львов, выжгла вдоль дороги передвижения в полосе 30-60 км все сёла и местечки. Параллельно шёл корпус крымских, ногайских, белгородских и буджацких татар, который опустошил земли от Киева до Каменца-Подольского. Эти события принесли огромное горе простому народу на Руси.
На ранее цветущей Украине наступил голод. Москва летом отменила таможенные сборы на завоз хлеба на Украину (при этом заняв выжидательную позицию, не вмешиваясь в войну), а турецкий султан снял пошлины при торговле в османских портах. Однако, цены на хлеб поднялись так быстро, что вскоре населению нечем было платить.
Начались эпидемии. От одной из них (чумы) умер знаменитый полковник Максим Кривонос. В 1650 г. от Днестра до Днепра «люди падают, лежат как дрова», «не было милосердия между людьми», — свидетельствует Самовидец.
Раскручивалась спираль ненависти. Шляхта утверждала, что бунты начались из-за лютой ненависти к католикам, полякам, польской власти, к самой католической вере и людям шляхетского происхождения. Подобным образом высказывались восставшие — они убивали из-за ненависти к неволе, от невозможности более терпеть польского владычества, месть за поругание православной веры благочестивой Руси.

Карательный марш 8-тысячного отряда Яремы Вишневецкого по Полесью и Левобережью подлил масла в огонь. Поляки сажали бунтующих украинцев на кол, местные площади были уставлены висельницами, рубили руки, ноги, головы, выкалывали глаза всем подозреваемым в сочувствии к казакам. Князь полагал, что только так можно привести мерзкую чернь в повиновение. Но действие всегда равно противодействию. Восставшие забивали жён, детей, разбивали поместья шляхты, сжигали костёлы, забивали ксендзов, замки, дворы еврейские… «Редко кто в той крови своих рук не умочил».

## Переяславская рада

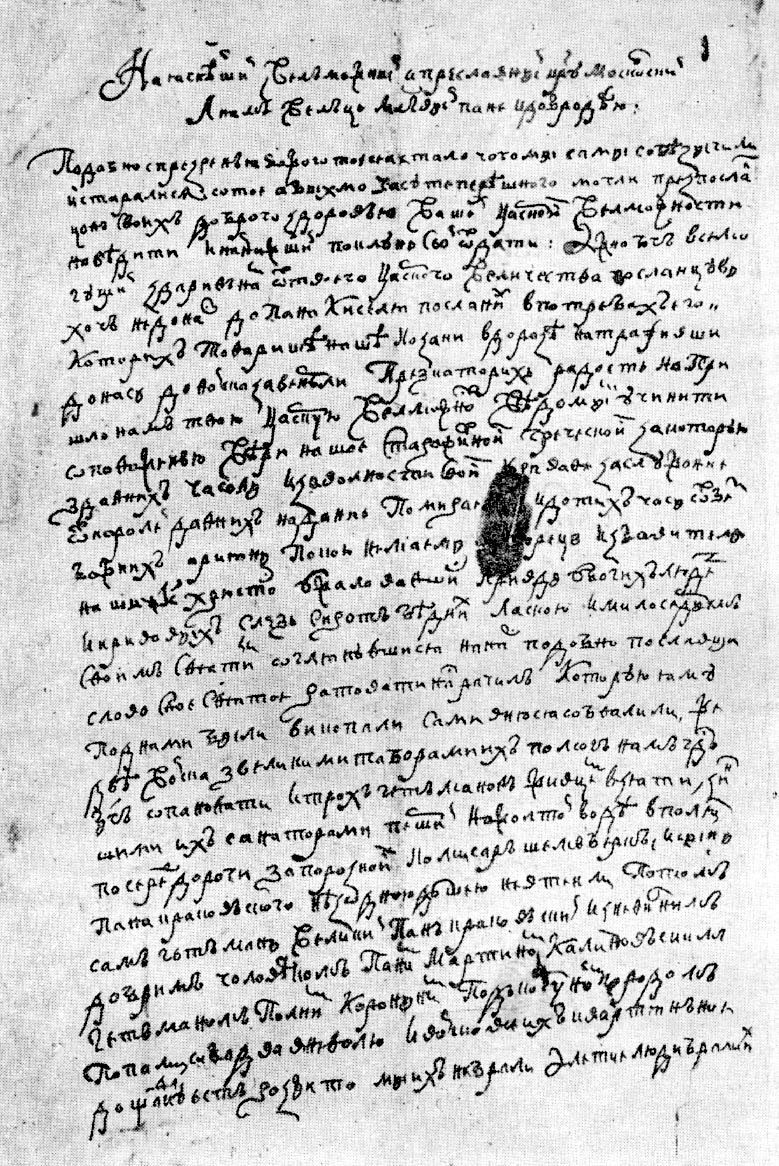
Письмо Богдана Хмельницкого, посланное из Черкас царю Алексею Михайловичу, с сообщением о победах над польским войском и желании запорожского казачества перейти под власть русского царя

Хмельницкий давно уже убедился, что Гетманщина не может бороться одними своими силами. Он завёл дипломатические отношения со Швецией, Османской империей и Русским Царством. Ещё 19 февраля (1 марта) 1651 года земский собор в Москве обсуждал вопрос о том, какой ответ дать Хмельницкому, который тогда уже просил царя принять его под свою власть и воссоединить все русские земли; но собор, по-видимому, не пришёл к определённому решению. До нас дошло только мнение духовенства, которое предоставляло окончательное решение воле царя. Царь Алексей Михайлович послал в Польшу боярина Репнина-Оболенского, обещая забыть некоторые нарушения со стороны поляков мирного договора, если Польша помирится с Богданом Хмельницким на началах Зборовского договора. Посольство это не имело успеха. Весной 1653 года польский отряд под начальством Чарнецкого стал опустошать Подолье. Хмельницкий в союзе с татарами двинулся против него и встретился с ним под местечком Жванцем, на берегу реки Днестра. Положение поляков вследствие холодов и недостатка продовольствия было тяжёлое; они принуждены были заключить довольно унизительный мир с крымским ханом, чтобы только разорвать союз его с Хмельницким. После этого татары с польского позволения стали опустошать Украину. При таких обстоятельствах Хмельницкий снова обратился в Москву и стал настойчиво просить царя о принятии его в подданство. 1 (11) октября 1653 года был созван Земский собор, на котором вопрос о принятии Богдана Хмельницкого с войском запорожским в московское подданство был решён в утвердительном смысле.
8 (18) января 1654 года в Переяславле была собрана рада, на которой после речи Хмельницкого, указывавшего на необходимость для Украины выбрать кого-нибудь из четырёх государей: султана турецкого, хана крымского, короля польского или царя московского и отдаться в его подданство, народ единодушно закричал: «Волим под царя московского, православного».

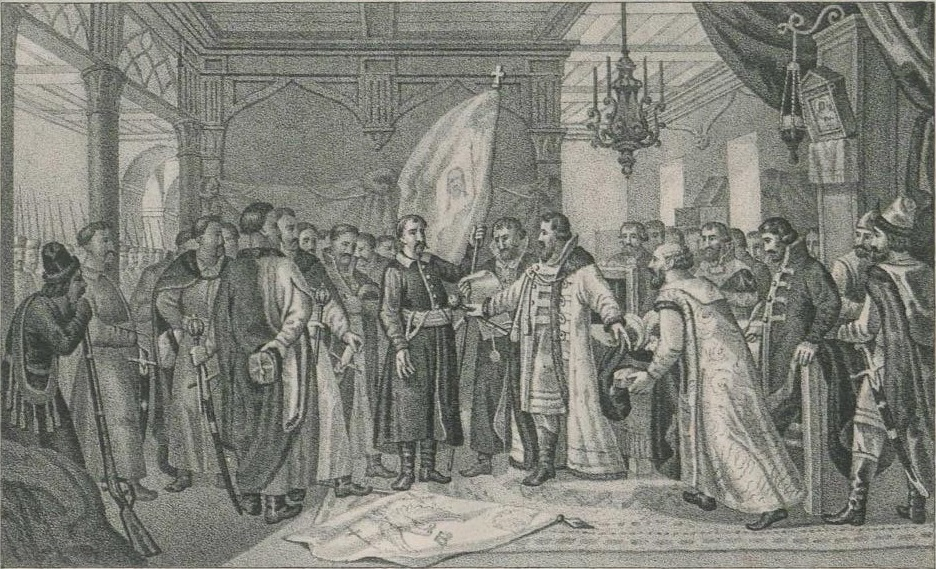
Боярин Бутурлин принимает присягу от гетмана Хмельницкого на подданство России

После присяги Хмельницкого и старшин, вручая гетману царский флаг, булаву и символическую одежду, Бутурлин произнёс речь. Он указывал на происхождение власти царей от власти святого Владимира; представлял Киев как бывшую царскую/княжескую столицу; подчёркивал покровительство и протекцию со стороны царя войску запорожскому.
Передавая гетману одежду (ферезию), Бутурлин отмечал символизм этой части царского пожалования:

В знамение таковыя своея царские милости тебе одежду сию даруєт, сею показуя, яко всегда непременною своєю государскою милостию тебе же и всех православних под его пресветлую царскую державу подкланяющихся изволи покрывати.
— Н. А. Маркевич «История Малой России»
Богдан Хмельницкий и царь Алексей Михайлович Романов никогда лично не встречались.

## Русско-польская война
Вслед за присоединением Гетманщины началась война России с Польшей. Весной 1654 года царь Алексей Михайлович вторгся на восток Польши. Союз Гетманщины с Московским царством вызвал союз Крымского ханства с Речью Посполитой. Объединённые казацко-русские силы достигли немалых успехов. Главные бои тогда шли на Правобережье, на территории Великого княжества Литовского и Западной Украины. Летом 1654 года московское войско (25 тыс.) и 20 тыс. казаков под руководством Ивана Золотаренко повели наступление на белорусскую часть Великого княжества Литовского. Белорусские города сдавались московско-казацкой армии один за другим, только один Смоленск защищался 3 месяца (с июля по сентябрь 1654). Кроме Смоленска, под властью царя оказались Невель, Витебск, Полоцк, Мстиславль, Орша, Шклов. Восьмитысячная армия литовского гетмана Януша Радзивилла была наголову разбита под Шепелевичами (ныне село Могилёвской области Беларуси).
Зимой 1654-55 гг. московские войска оставили Великое княжество Литовское, а польское войско с отрядами добровольцев предприняло попытку вернуть утраченные территории. Хотя ему удалось занять несколько городов, трёхмесячная осада Могилёва завершилась неудачей из-за нехватки артиллерии, а 20 января 1655 года поляки осадили Умань. Хмельницкий и московский полководец Василий Шереметев во главе семидесятитысячного московско-казацкого войска пошли навстречу врагу, и 29 января состоялся тяжёлый бой у Охматова, и хотя это сражение и не принесло победы ни одной из сторон, положение Речи Посполитой значительно ухудшилось. Во время летней кампании 1655 казацкие подразделения Ивана Золотаренко совместно с московским войском разгромили армию Януша Радзивилла и 13 июля 1655 овладели Минском, а 8 августа захватили Вильно (ныне. Вильнюс). В августе были взяты Ковно (ныне Каунас, Литва) и Гродно. К концу лета 1655 года большая часть восточных земель Речи Посполитой оказалась под властью Москвы и казаков.

## Шведский потоп

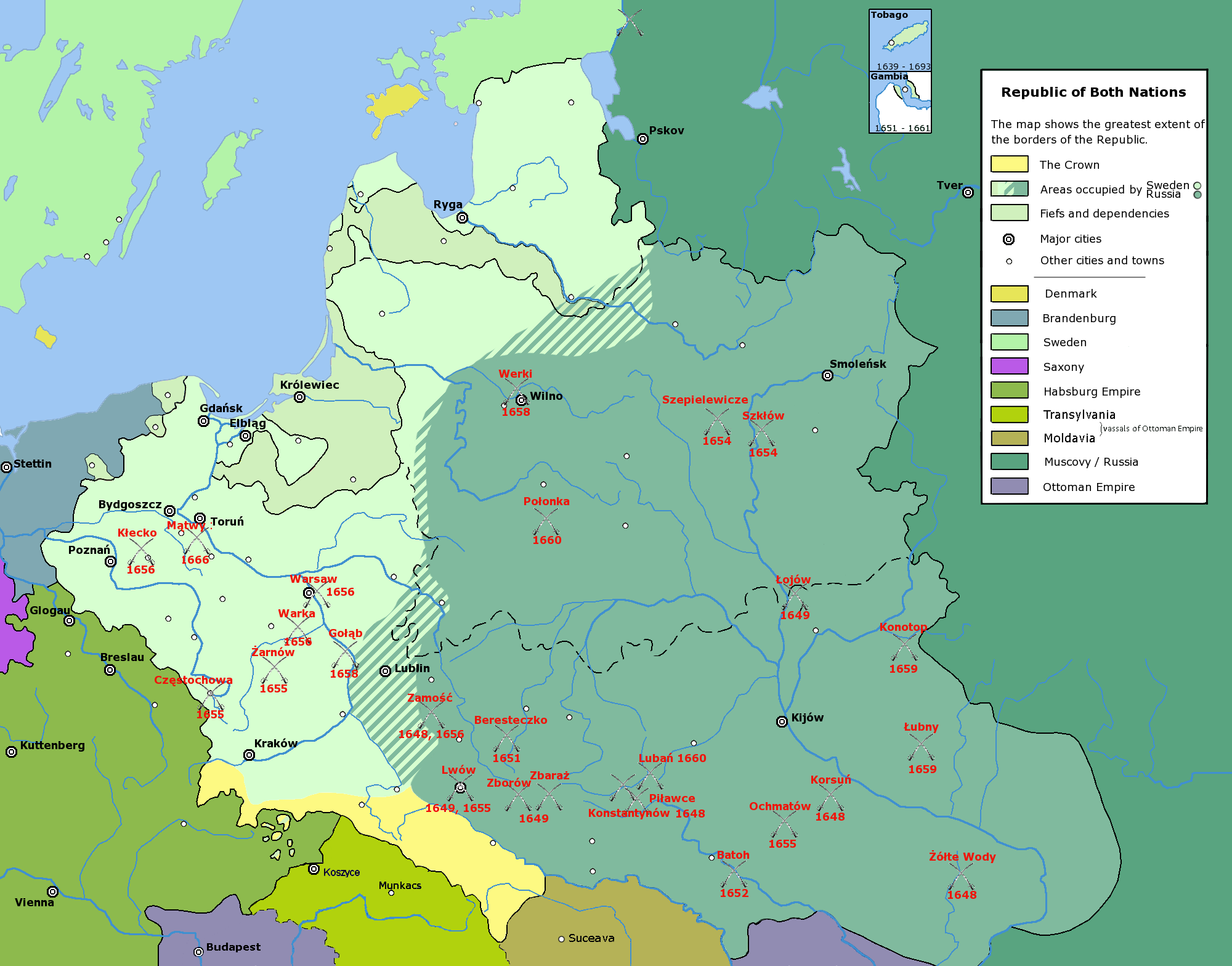
Территория Польши, оккупированная шведскими (западная и северная часть Речи Посполитой) и русско-казацкими (восточная и южная часть Речи Посполитой) войсками в конце 1655 года, жёлтым показана неоккупированная часть территории Речи Посполитой

Ослаблением Польши решил воспользоваться шведский король Карл X Густав, заявивший о своих претензиях на прибалтийские земли Восточной Пруссии и Ливонии, входивших в состав Речи Посполитой. В июле 1655 года он ввёл свои войска на территорию этого государства. Эти события получили в польской литературе название Шведский потоп, который продолжался до 1660 года. Ещё до вторжения шведов в Речь Посполитую, в мае 1655 года, шведский король наладил дипломатические отношения с Хмельницким, который охотно пошёл на это. Не последнюю роль в этом играл известный политик-авантюрист Иероним Радзиевский, который в то время оказался на службе у шведского короля. Радзиевский давно контактировал с Хмельницким. Ему несложно было найти общий язык с казацким гетманом. Тогда же удалось Хмельницкому установить дружеские контакты с семиградским правителем Юрием Ракоци (1621—1660) и бранденбургским курфюрстом Фридрихом-Вильгельмом (1620—1688).
Кампания сначала развивалась успешно для Карла Густава. В течение нескольких месяцев шведские войска захватили всю западную часть Польши, вместе с Варшавой и Краковом, и оккупировали территории Великого княжества Литовского. Такие успехи шведов определялись прежде всего капитулянтской позицией польских властей: большинство видных польских и литовских магнатов признали над собой власть шведского короля, а деморализованные войска практически отказывались сопротивляться завоевателям.
В начале сентября 1655 г. Хмельницкий предпринял поход на западные украинские земли. Этого требовало как московское правительство, так и шведы. Население Волыни, Полесья и Подолья признало власть гетмана. 25 сентября казацкое войско при поддержке русского военачальника Василия Бутурлина начало осаду Львова. 6 октября начались переговоры, которые показали различие позиций союзников. Гетман склонялся к компромиссу (настаивал, что город должен перейти под казацкое управление, но при этом соглашался на выкуп), Бутурлин настаивал на немедленной капитуляции и присяге царю Алексею Михайловичу. Требование о прекращении осады Львова казацкими войсками и их возвращения в Поднепровскую Украину поставил Карл Х Густав. Лёгкость полученных шведской армией побед над поляками, подтолкнули шведского короля к мнению о нецелесообразности распространения власти гетмана на западноукраинские земли. Осада Львова продолжалась до начала ноября. В то время в тылу казацкой армии появились татары. Гетман, взяв с львовян контрибуцию в размере 60 тыс. злотых, пошёл воевать с татарами. Через неделю, казацкая и московская армии подверглись нападению от крымского хана, под Озёрной и Тернополем. 22 ноября было заключено перемирие с ханом, и Хмельницкий с Бутурлиным должны были бесславно возвращаться к Днепру.
К концу 1655 года положение Речи Посполитой было катастрофическим. Почти вся страна была захвачена, а король Ян Казимир проиграл решающее сражение, покинул страну и сбежал в Священную Римскую империю. Полякам противостояли профессиональные шведские военачальники, отличившиеся в битвах недавно закончившейся Тридцатилетней войны, а с востока вели успешное наступление московские и казацкие войска.
Русские, наблюдая за успехами Швеции, были очень обеспокоены, поскольку Алексей Михайлович претендовал на польские прибалтийские провинции, уже захваченные в то время шведами, плюс ко всему Карл X Густав не стал договариваться с Россией о совместных боевых действиях. В мае 1656 года Россия объявила войну Швеции, таким образом автоматически став союзником Речи Посполитой. Тогда Ян Казимир через посредничество императора Фердинанда III обратился к царю Алексею Михайловичу, который в октябре 1656 года заключил с поляками перемирие, на переговоры по заключению которого не была допущена казацкая делегация и которое нарушило Переяславское соглашение. Москва полностью становилась союзницей Польши. Кроме того, русско-польский союз был направлен против нового союзника казаков — шведов. После этого начались переговоры о заключении мира и межевании новых границ, польская сторона также предложила избрать царя Алексея Михайловича наследником польской короны. В результате Виленского перемирия действия на восточном фронте прекратились, началось развитие повстанческого движения на занятых шведами территориях, и поляки смогли оказать достойный отпор шведским войскам. Возглавленная Стефаном Чарнецким 22-тысячная польская армия ещё 15 марта 1656 года в битве под Ярославом одержала свою первую большую победу, 30 марта заняла Сандомир, 20 апреля — Люблин, а 1 июля — Варшаву.
Виленский мир вызвал возмущение Богдана Хмельницкого и казацкой старшины. Гетманские послы, не имея данных о результатах переговоров от московской стороны, получили дезинформацию от польских дипломатов о том, что Гетманщина вновь передаётся под власть Польши, а в случае неповиновения казаков русские войска выступят против них сообща с польскими. На созванной в Чигирине казацкой Раде все присутствующие полковники, есаулы, сотники поклялись гетману, что будут совместно бороться за Гетманщину: «присягали себе, а не чужим монархам».
6 декабря 1656 года Хмельницкий заключил Раднотский договор со шведским королём Карлом X и седмиградским князем Юрием Ракоци. Согласно этому договору, Речь Посполитая должна была исчезнуть с политической карты Европы и подвергнуться разделу между союзниками. Ракоци должен был получить титул короля Речи Посполитой, а также значительную часть польских владений. Хмельницкий послал на помощь союзникам против Польши 12 тысяч казаков. Сам Хмельницкий должен был получить титул «дидычного князя». В то же время, гетман пытался сохранить отношения с Москвой. Он хотел создать такую политическую комбинацию, которая дала бы ему возможность радикально подорвать силы Речи Посполитой.
Согласно достигнутым договорённостям в январе 1657 объединённое казацко-трансильванское войско, во главе с князем Юрием II Ракоци и полковником Антоном Ждановичем напало на Речь Посполитую и вскоре объединилось со шведами. Известие обо всём этом было встречено в Москве с большим неудовольствием. Объясняя своё решение вступая в новую коалицию, Хмельницкий сообщил в Москву, что в феврале 1657 года к нему приезжал польский посланник Станислав Беневский с предложением перейти на сторону короля и сказал, что статьи виленской комиссии никогда не состоятся. «Вследствие таких хитростей и неправд пустили мы против ляхов часть Войска Запорожского», — писал Хмельницкий. Поляки известили об этом Москву, откуда в июне 1657 были посланы к гетману послы (окольничий Фёдор Бутурлин и дьяк Василий Михайлов). Они приехали в Чигирин и застали Хмельницкого уже больным, но добились свидания и набросились на него с упрёками. Хмельницкий не послушал послов.
Войска союзников провели успешную военную кампанию на территории Речи Посполитой (были захвачены Краков и Варшава). Однако летом того же года они начали терпеть поражения, поскольку войну Швеции объявили Дания, Австрия и Священная Римская империя, и Карлу X Густаву, пришлось вывести большую часть своих войск из Польши и двинуть их на новых противников, ничего не сообщив союзникам о своих планах. Ракоци оказался неспособным полководцем и политиком. Он так и не завладел польским престолом. Тогдашний король Ян Казимир сумел сохранить трон, а со временем восстановить контроль над своими владениями.
Военные поражения стали тяжёлым психологическим ударом для Хмельницкого и способствовали его преждевременной смерти. После неудачной битвы под Магеровом корпус Ждановича самовольно оставил Ракоци, казаки отказались принимать дальнейшее участие в походе. Они взбунтовались, заявив старшине: «…как де вам было от Ляхов тесно, в те поры вы приклонились к государю; а как де за государевою обороною увидели себе простор и многое владенье и обогатились, так де хотите самовласными панами быть…». Это стало результатом, и в частности, миссии русского посланника Ивана Желябужского, убеждавшего казаков прекратить участие в кампании, противоречившей интересам царя. Запорожцы разошлись по домам, а войска Юрия Ракоци попали под удар крымской орды, были окружены и захвачены в плен.
10 июля 1657 года, в ответ на извещение гетмана о предварительном согласии польской стороны на избрание королём Алексея Михайловича, Хмельницкий написал Государю письмо, где одобрял такой поворот дел: «А что Король Казимер… и все паны рады Коруны польской тебя, великого государя нашего, ваше царское величество, на Коруну Польскую и на Великое Княжество Литовское обрали, так чтоб и ныне того неотменно держали. А мы вашему царскому величеству, как под солнцем в православии сияющему государю и царю, как верные подданные, прямо желаем, чтоб царское величество, как царь православный, под крепкую свою руку Коруну Польскую принял».

## Смерть гетмана

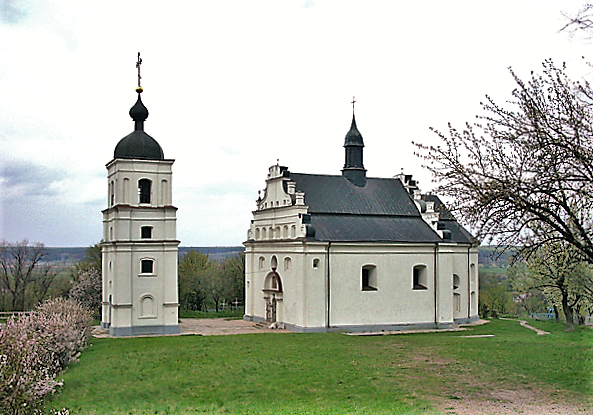
Ильинская церковь в Суботове, в которой был погребён Хмельницкий.

В апреле 1657 года Хмельницкий, чувствуя приближение смерти, велел созвать в Чигирине раду для выбора ему преемника. В угоду старому гетману рада избрала его 16-летнего сына Юрия. На самом деле реальная власть всё больше концентрировалась в руках генерального писаря Ивана Выговского (1608—1664). Юрию же во время своего первого гетманства пришлось сыграть разве что роль символа «отцовской славы». Богдан Хмельницкий тяжело пережил смерть Тимоша, в котором видел продолжателя своего дела; сильное впечатление произвёл на него, по словам очевидцев, и Виленский мир, принёсший ему горькое разочарование.
Определение дня смерти Хмельницкого долго вызывало разногласие. Теперь установлено, что он умер 27 июля (6 августа) 1657 года от кровоизлияния в головной мозг (инсульта) в Чигирине, похоронен рядом с телом его сына Тимофея в селе Суботове, в построенной им самим каменной Ильинской церкви, существующей до настоящего времени. Почувствовав некоторое облегчение, гетман призвал к себе близких. «Я умираю, — прошептал он им, — похороните меня в Суботове, которое я приобрёл кровавыми трудами и которое близко моему сердцу». В 1664 году польский воевода Стефан Чарнецкий сжёг Суботов и велел выкопать прах Хмельницкого и его сына Тимоша и выбросить тела на «поругание» из могилы.

## Внешность и черты характера
По утверждению известного историка Г. В. Вернадского, Хмельницкий был человеком среднего роста и крепкого телосложения. Характер у Хмельницкого был несколько неуравновешенным — периоды времени, когда Хмельницкий был активным, твёрдым и властным, внезапно сменялись периодами, когда Хмельницкий становился сонным и усталым. С возрастом приступы депрессии становились продолжительнее, росла его подозрительность, даже в отношении к друзьям и соратникам.
Гетман благоволил к образованным людям, любил с ними беседовать, оказывал поддержку Киевской академии. Судя по письмам и универсалам, которые гетман писал или диктовал лично, Хмельницкий хорошо владел эпистолярным жанром. Гетман читал мало, любил народную поэзию и народную музыку, сам играл на бандуре, любил весёлое застолье, был радушным хозяином. Ел простую пищу, пил горилку и мёд.
Хмельницкий считался знатоком оружия и лошадей. В торжественные моменты надевал на себя церемониальное облачение, в остальное время одевался просто. Его образ жизни не особо отличался от образа жизни рядовых казаков, покои Хмельницкого были обставлены простой мебелью. В головах гетманской кровати висел лук и сабля.
Гетман был хорошим оратором, — в своих речах гетман использовал народные поговорки и яркие примеры из повседневной жизни.
Стратегические и тактические дарования Богдана проявлялись в тщательном планировании всей военной кампании. Однако он мог пренебрегать разработкой незначительных операций.

## Семья

### Жёны
- Анна Сомко, брак ок. 1623 года[67].
- Гелена Чаплинская
- Анна Золотаренко

### Дети
- Степанида (укр. Степанія) Хмельницькая — в середине 1650 года вышла замуж за полковника Ивана Нечая (брата Даниила Нечая). 4 декабря 1659 года во время осады Быхова вместе с мужем попала в российский плен. Они были высланы в Сибирь (в Тобольск). Дальнейшая судьба неизвестна.
- Екатерина Хмельницкая (? — † 1668) — была женой Данилы Выговского, после его казни русскими, стала женой Павла Тетери.
- Мария Хмельницкая (1630 — † 1719) — по одной из версий Мария была женой корсунского сотника Близкого или женой Лукьяна Мовчана.
- Тимофей Хмельницький (1632 — † 15 сентября 1653)
- Григорий Хмельницький — по неподтверждённым данным умер в младенчестве[67].
- Остап Хмельницький (? 1637 — ? † 1647) — по неподтверждённым сведениям умер после побоев в десятилетнем возрасте
- Юрий Хмельницький (1641 — † 1685)
- Елена (укр. Олена) Хмельницькая (? — ? †) — По одной из версий Елена была приёмной дочерью в семье Хмельницких. Имя Елена, было её домашним прозвищем, полученным за красоту в честь Елены Прекрасной. По другим версиям, Елена была женой корсуньского сотника Близкого.

Существуют письменные свидетельства, что у Хмельницкого было три сына — это дневник анонимного автора, в котором упоминаются три сына и четыре дочки:

Z obozu pod Białopolem d. 14 October r. 1651. Zjechała się była wszystka rodzina Chmielnickiego, żona z dziatkami, cztery córki już dorastające i synów dwóch młodszych, a trzeci ten Tymoszek starszy— «Bohdan Chmielnicki», Janusz Kaczmarczyk

## Память

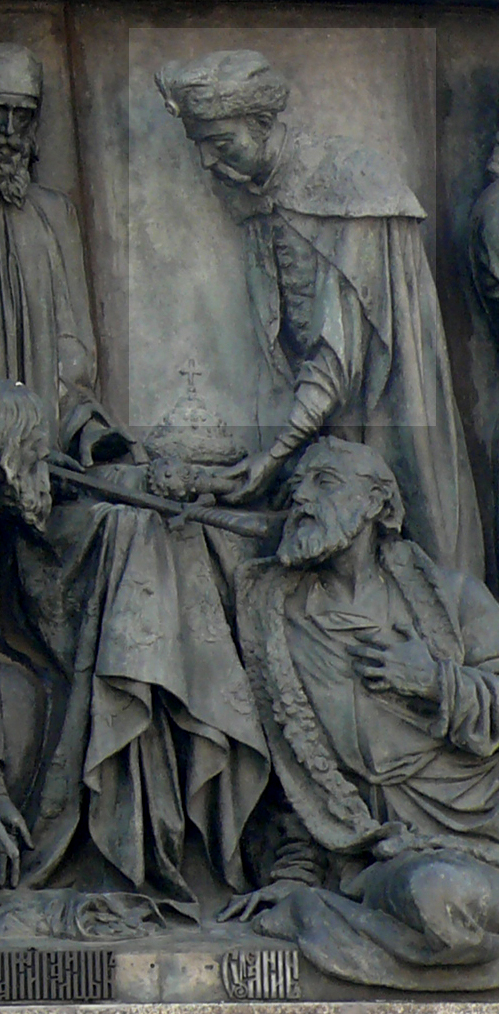
Богдан Хмельницкий на Памятнике «Тысячелетие России» в Великом Новгороде

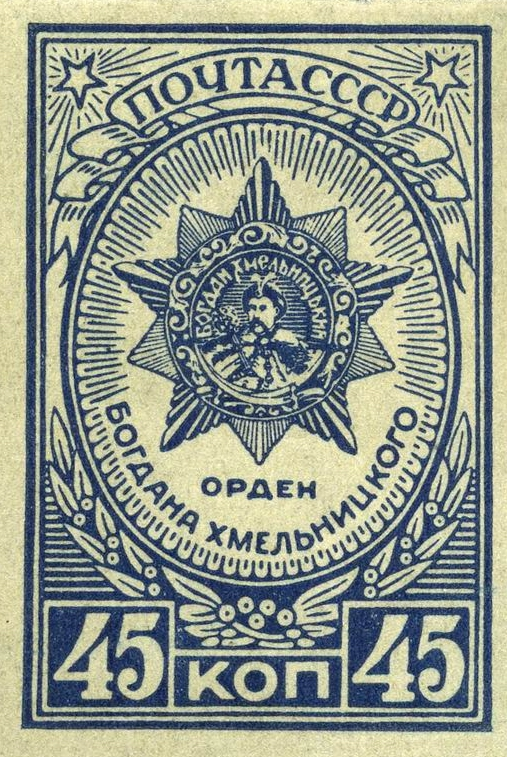
Орден Богдана Хмельницкого на марке СССР

- Фигура Богдана Хмельницкого увековечена на северо-восточной стороне памятника Тысячелетие России в Великом Новгороде.
- Его имя носит украинский город Хмельницкий (ранее Проскуров) и ранее носил Переяслав (Переяслав-Хмельницкий)
- На острове Итуруп Большой Курильской гряды есть вулкан Богдан Хмельницкий.
- Практически во всех городах Украины, во многих российских, белорусских, а также в городах ряда других бывших советских республик именем Хмельницкого названы улицы, нередко проспекты.
- Ему воздвигнуты многочисленные памятники на всей территории Украины.
- В 1943 году, во время Великой Отечественной войны был учреждён орден Богдана Хмельницкого. С 1995 года и по сей день существует государственная награда Украины с аналогичным названием.
- Именем Хмельницкого были названы Ульяновское высшее военно-техническое училище имени Богдана Хмельницкого (1954—2011) и Военный институт артиллерии имени Богдана Хмельницкого (2000—2007). В городе Чита есть улица Богдана Хмельницкого.
- В Ульяновске в 1954 году воздвигнут памятник.
- В Гомеле в 1958 году установлен памятник (напротив стадиона «Локомотив» на ул. Б.Хмельницкого).
- В Москве с 2004 года есть мост Богдана Хмельницкого.
- В городе Орск (Оренбургская область) существует площадь имени Богдана Хмельницкого.
- 15 декабря 2017 года Отдельный Киевский полк президента Украины получил наименование «Отдельный президентский полк имени гетмана Богдана Хмельницкого»[69].
- В городе Новосибирск существует улица Богдана Хмельницкого.
- В городе Иркутск есть улица Богдана Хмельницкого.
- В городе Калининград есть улица Богдана Хмельницкого.
- В городе Астрахань также есть улица Богдана Хмельницкого.
- В городе Харьков есть бульвар и улица Богдана Хмельницкого.
- В городе Белгород есть Проспект Богдана Хмельницкого и памятник в честь его.
- В городе Шебекино есть улица Богдана Хмельницкого.
- В городе Томске также есть улица Богдана Хмельницкого.
- Главный проспект города Мелитополь (Украина, Запорожская область) носит имя Богдана Хмельницкого; там же гетману установлен памятник.
- В городе Норильск Красноярского края есть улица Богдана Хмельницкого (самая северная в мире).
- В городе Благовещенск также имеется улица Богдана Хмельницкого.
- В городе Алматы имеется улица Богдана Хмельницкого.
- В городе Омск также есть улица Богдана Хмельницкого.
- В городе Челябинск есть улица Богдана Хмельницкого (в Металлургическом районе).
- В городе Кадиевка есть улица Богдана Хмельницкого.
- В городе Саранск есть улица Богдана Хмельницкого.
- В Уфе есть улица Богдана Хмельницкого.
- В городе Молодечно есть улица Богдана Хмельницкого.
- В городе Гомель улица Богдана Хмельницкого.

Памятники
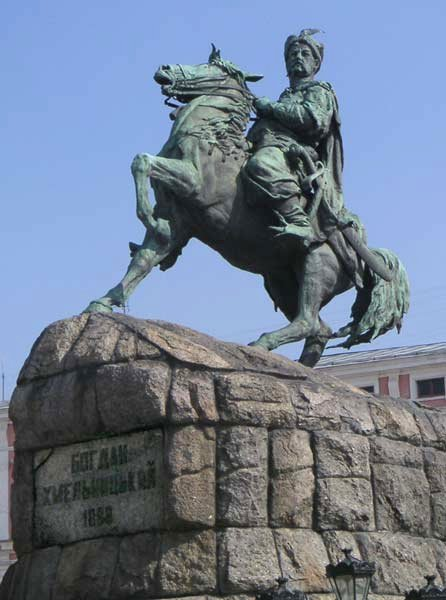
Памятник Богдану Хмельницкому в Киеве
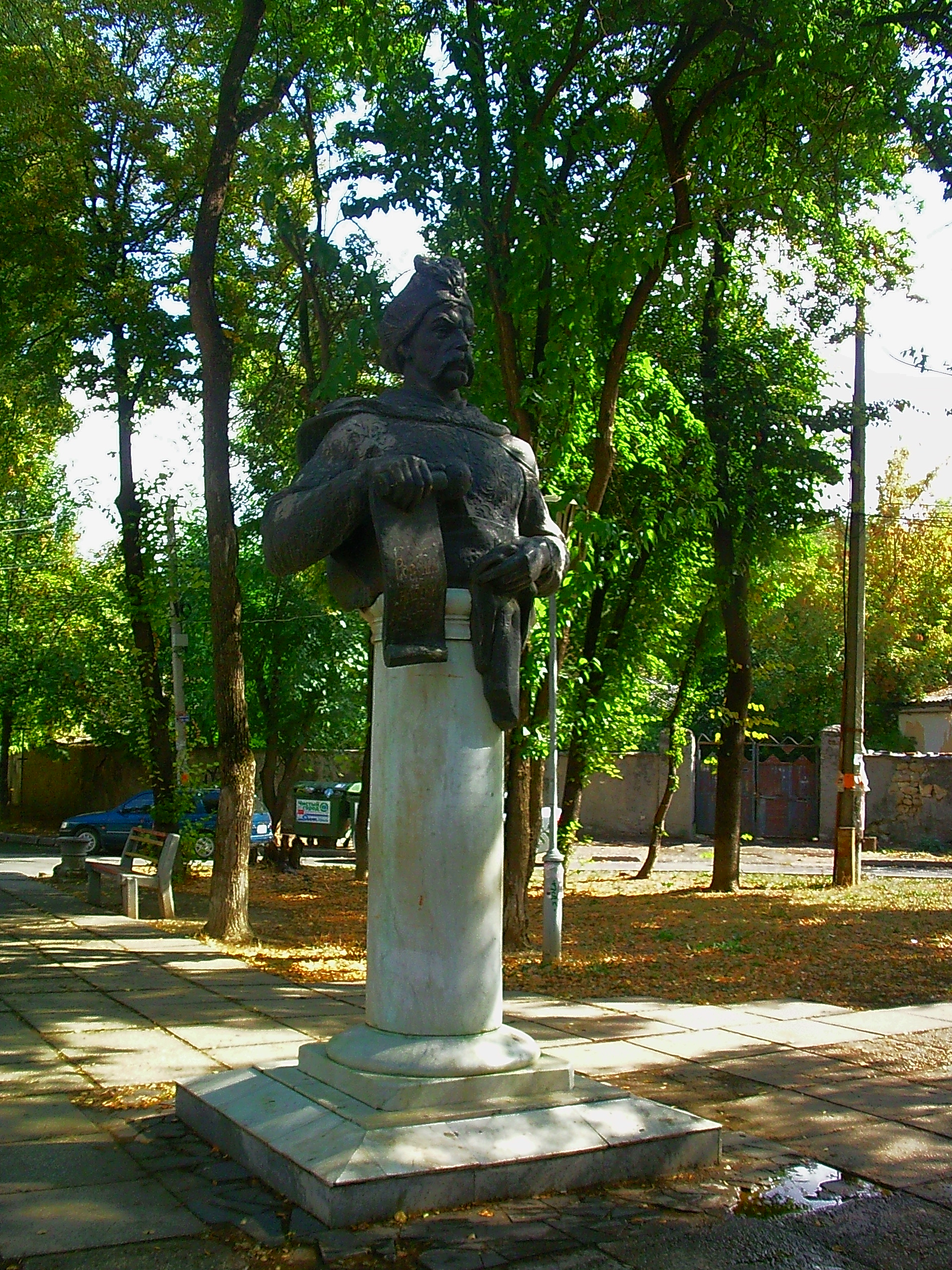
Бюст Богдана Хмельницкого в Симферополе
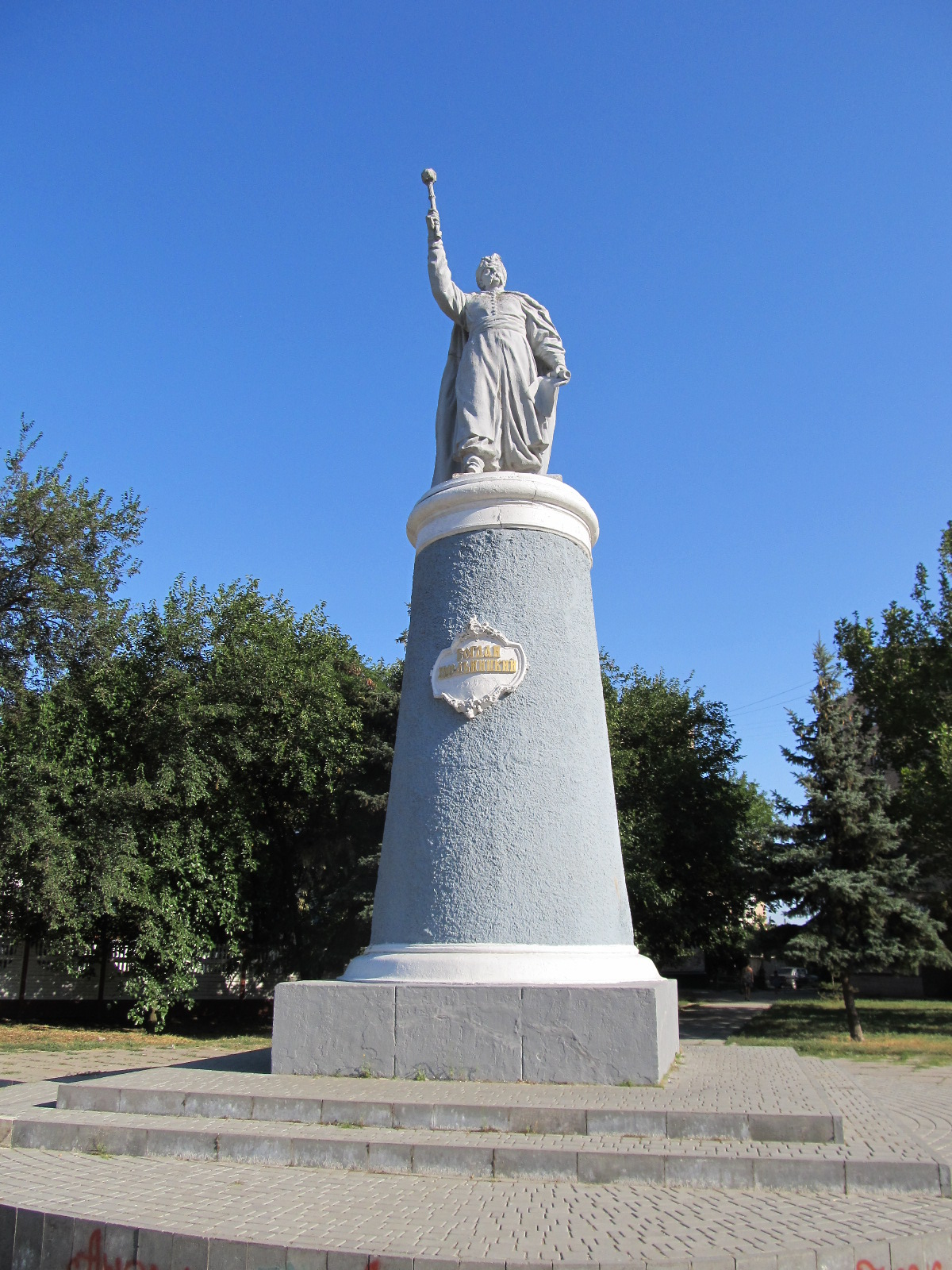
Памятник Богдану Хмельницкому на одноимённом проспекте в Мелитополе
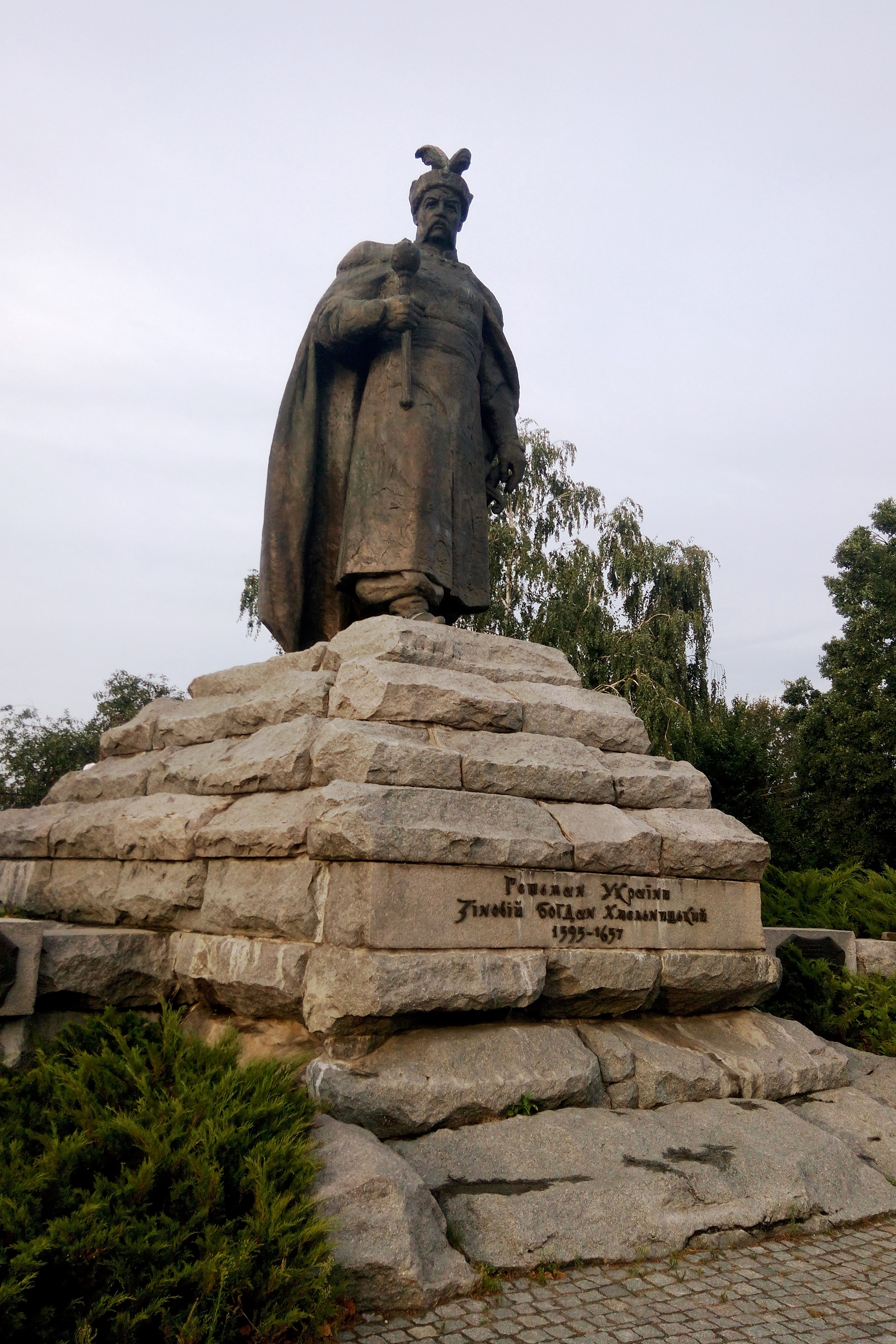
Памятник Богдану Хмельницкому в Черкассах
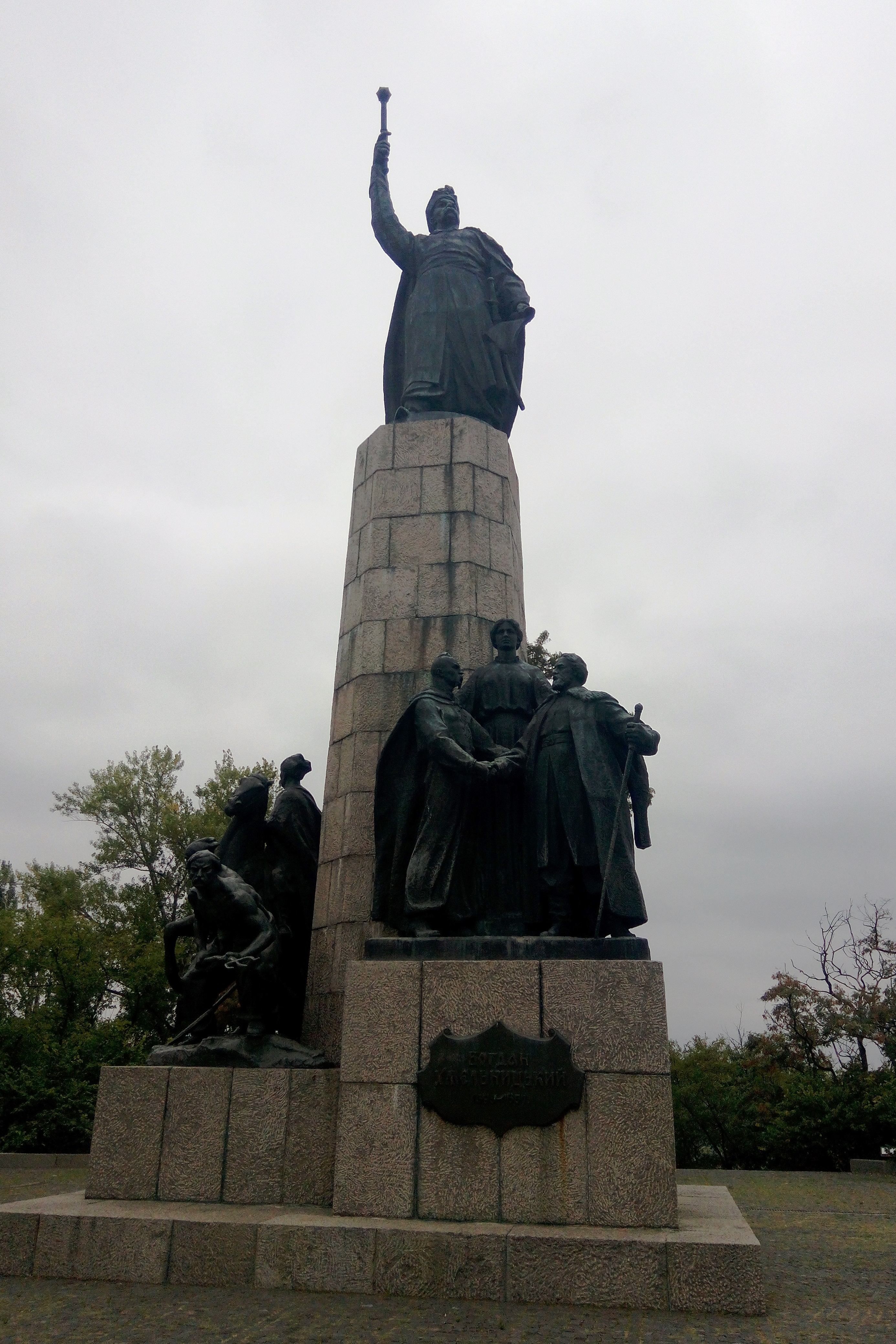
Памятник Богдану Хмельницкому в Чигирине
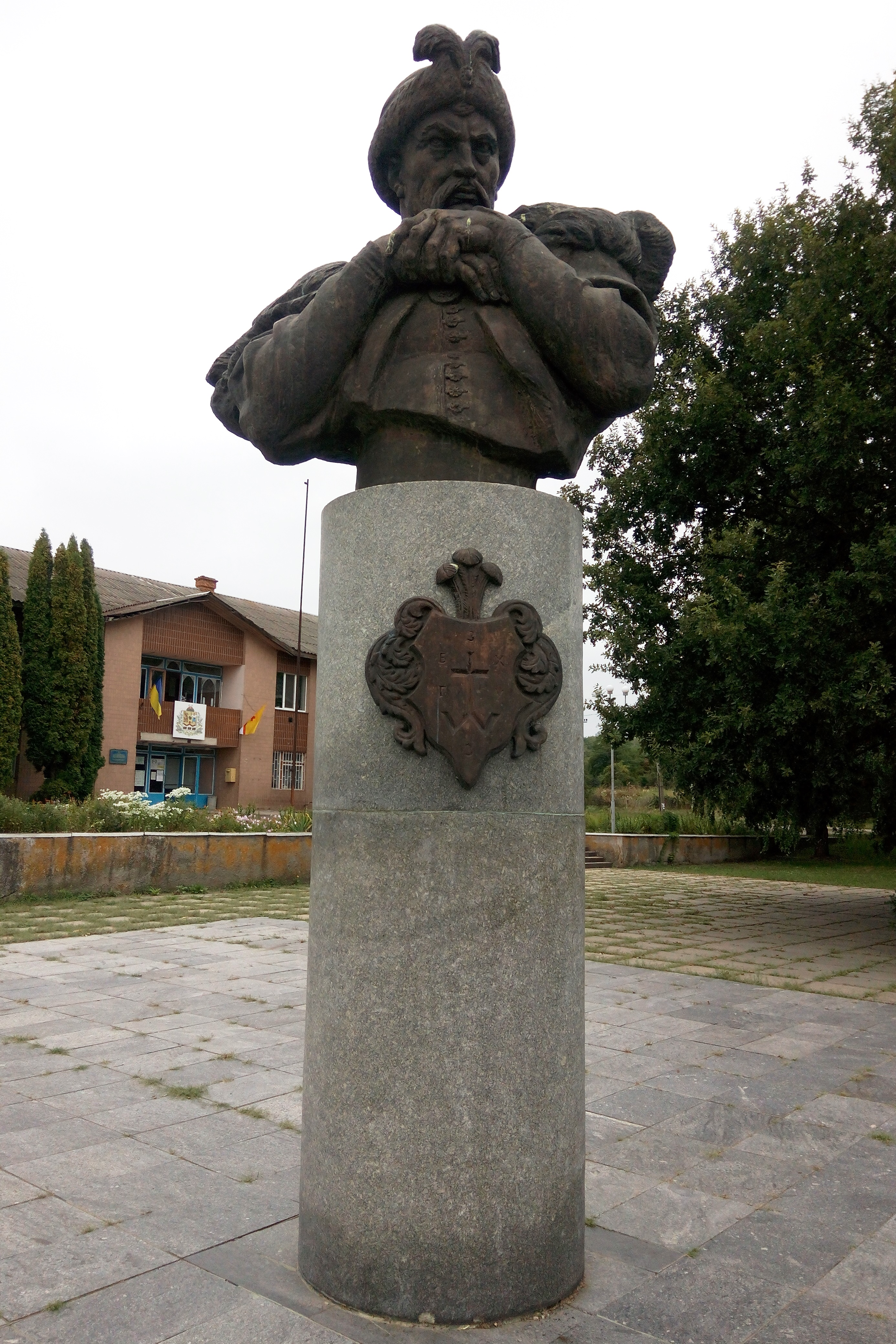
Бюст Богдану Хмельницкому в Суботове
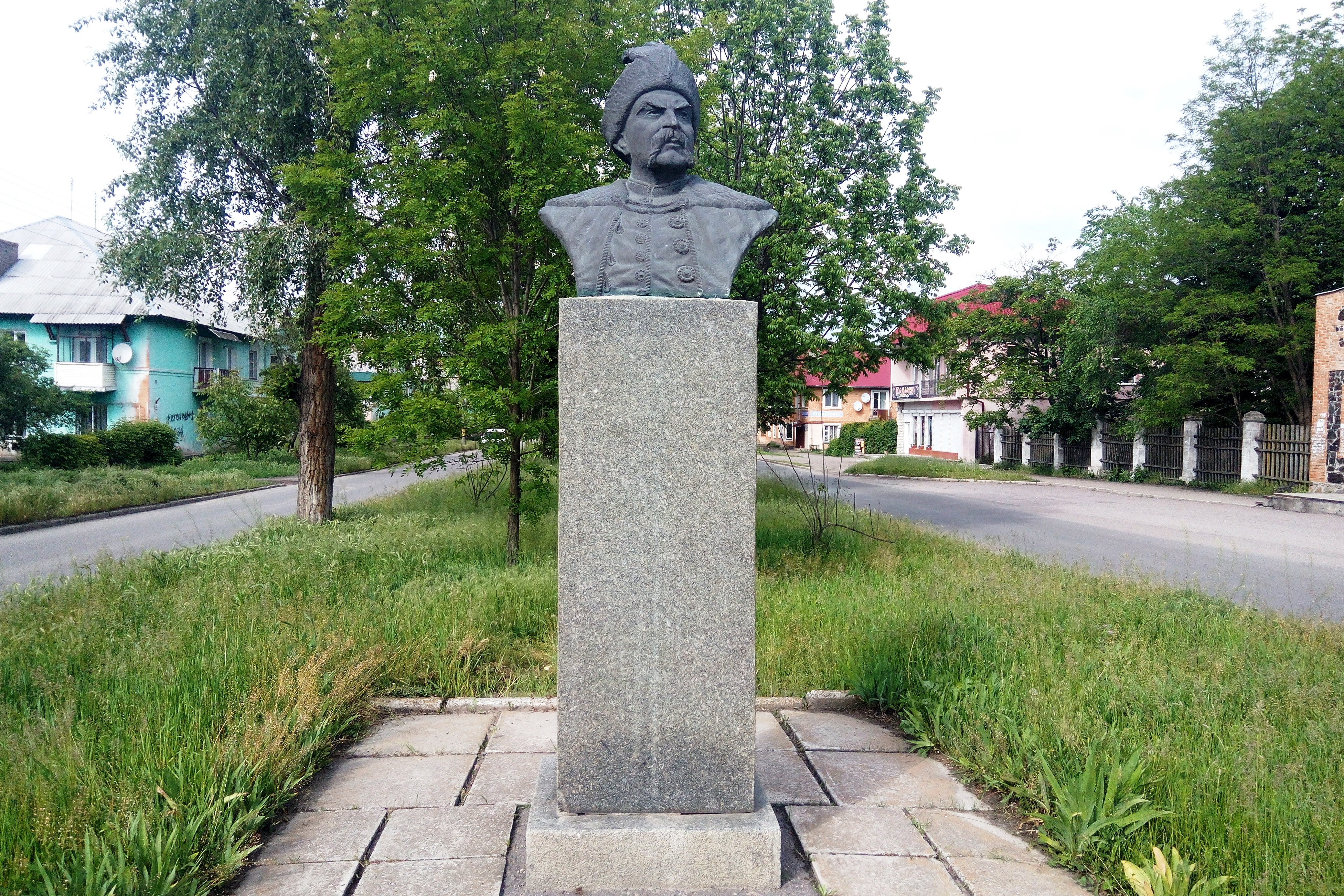
Бюст Богдану Хмельницкому в Смеле
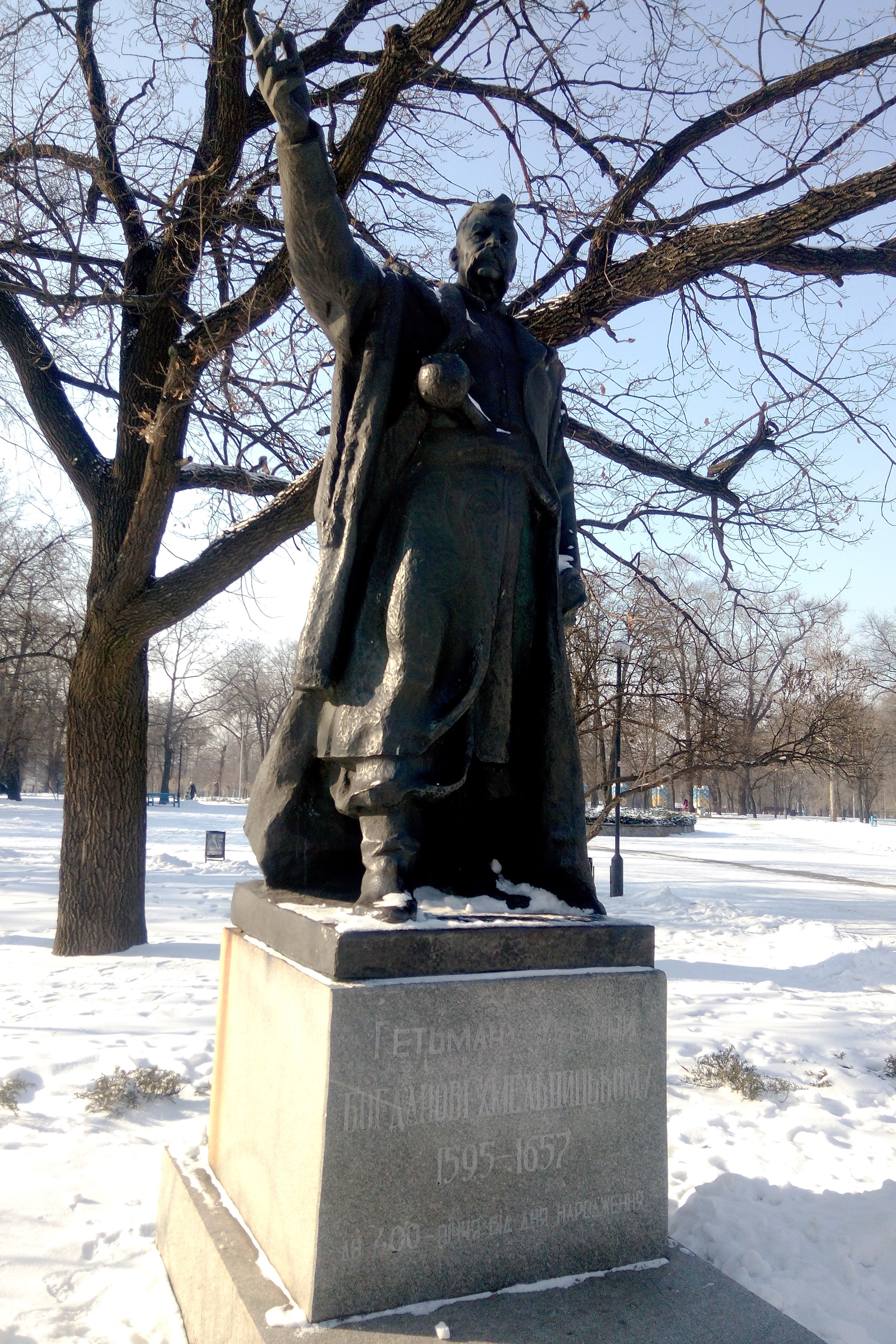
Памятник Богдану Хмельницкому в Запорожье
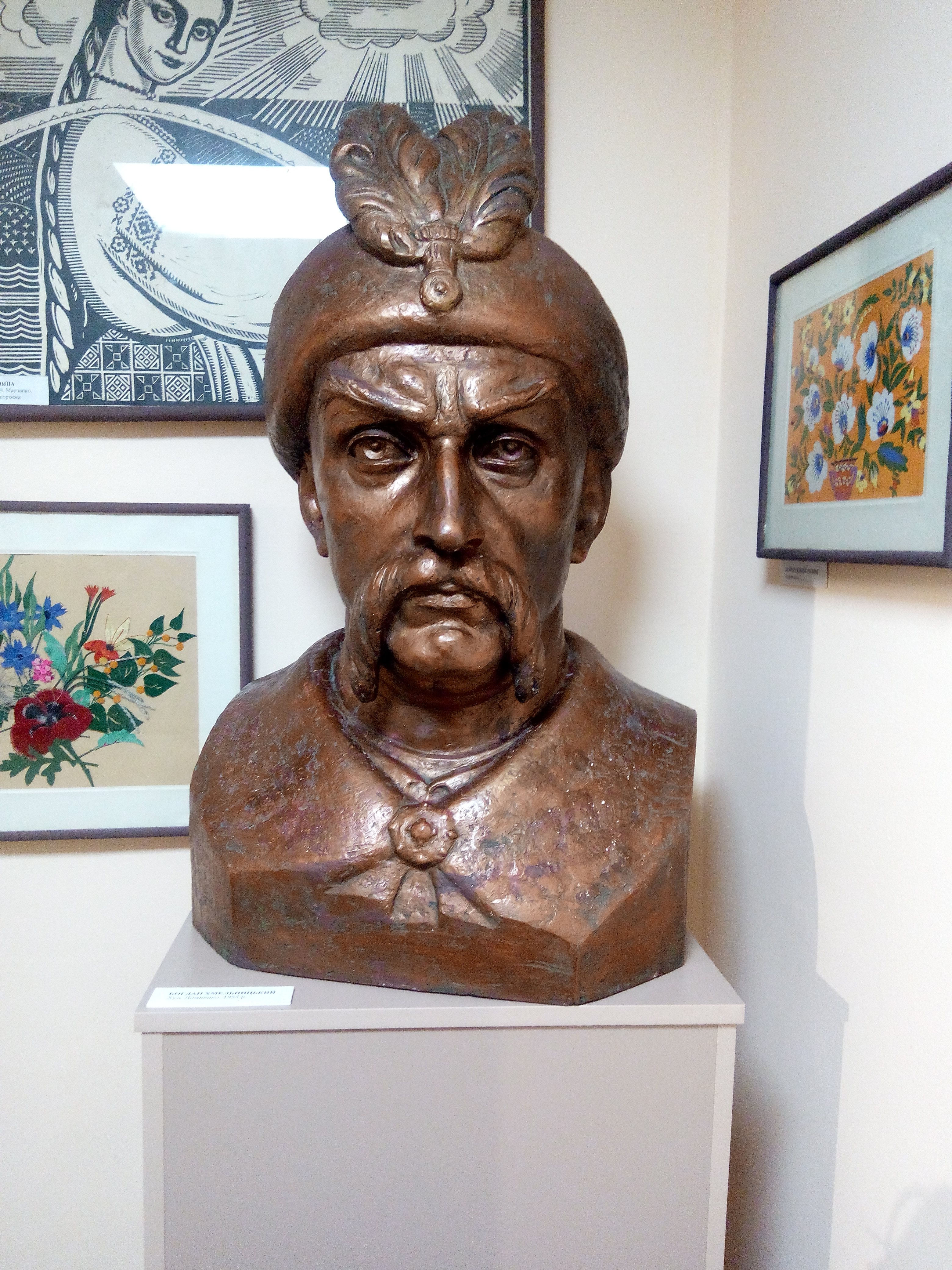
Бюст Богдану Хмельницкому в Бориспольском государственном историческом музее
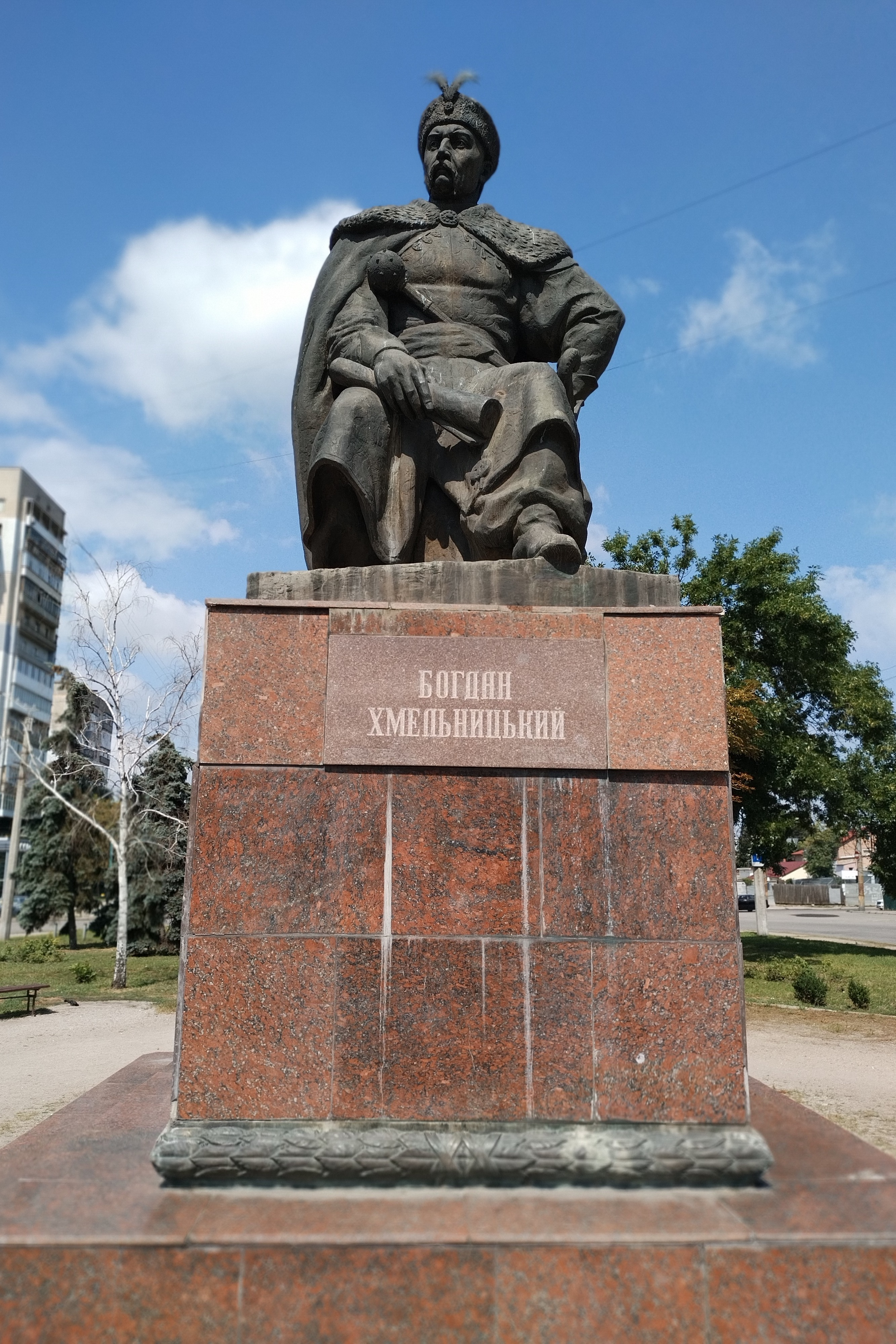
Памятник Богдану Хмельницкому в Кропивницком
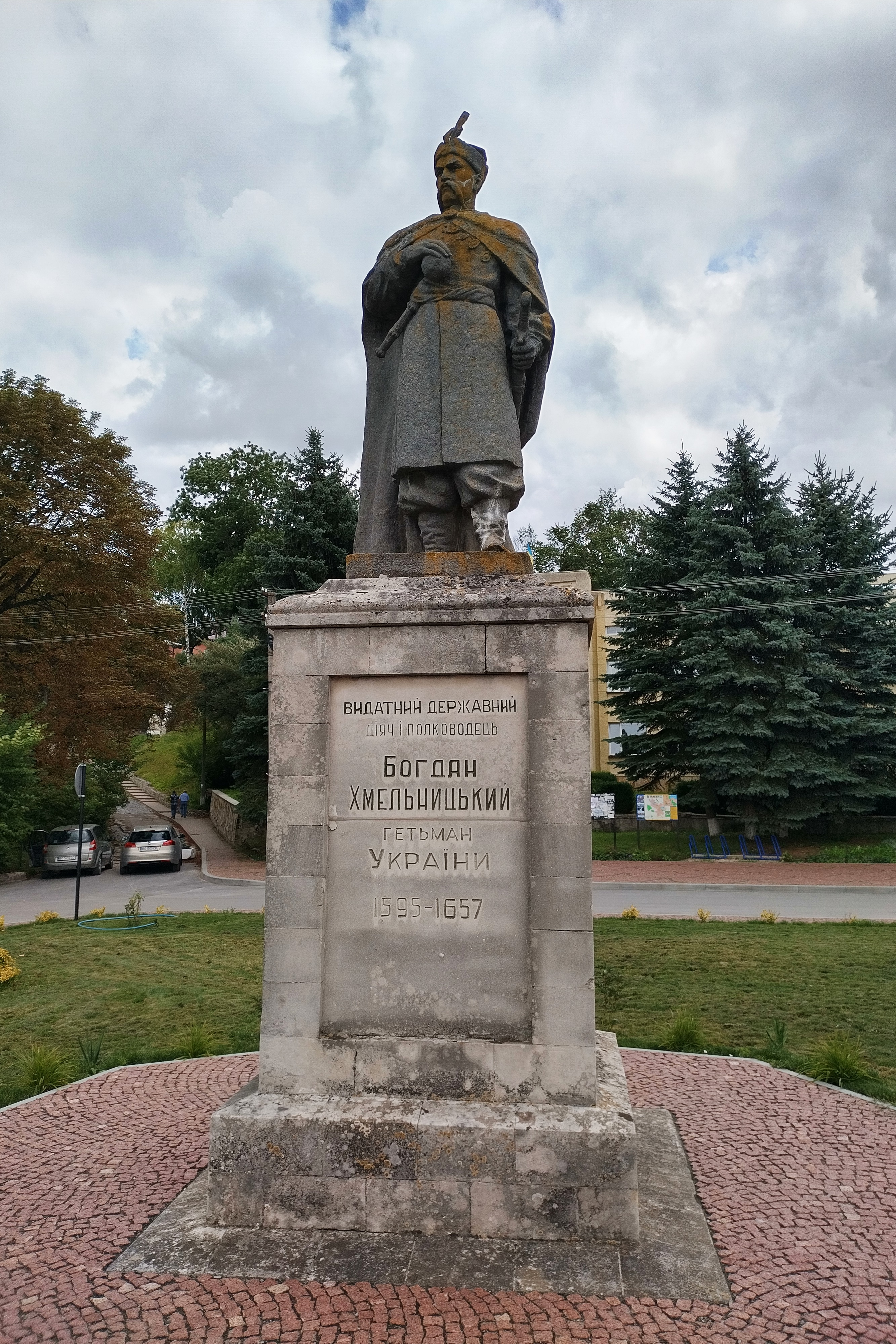
Памятник Богдану Хмельницкому в Збараже
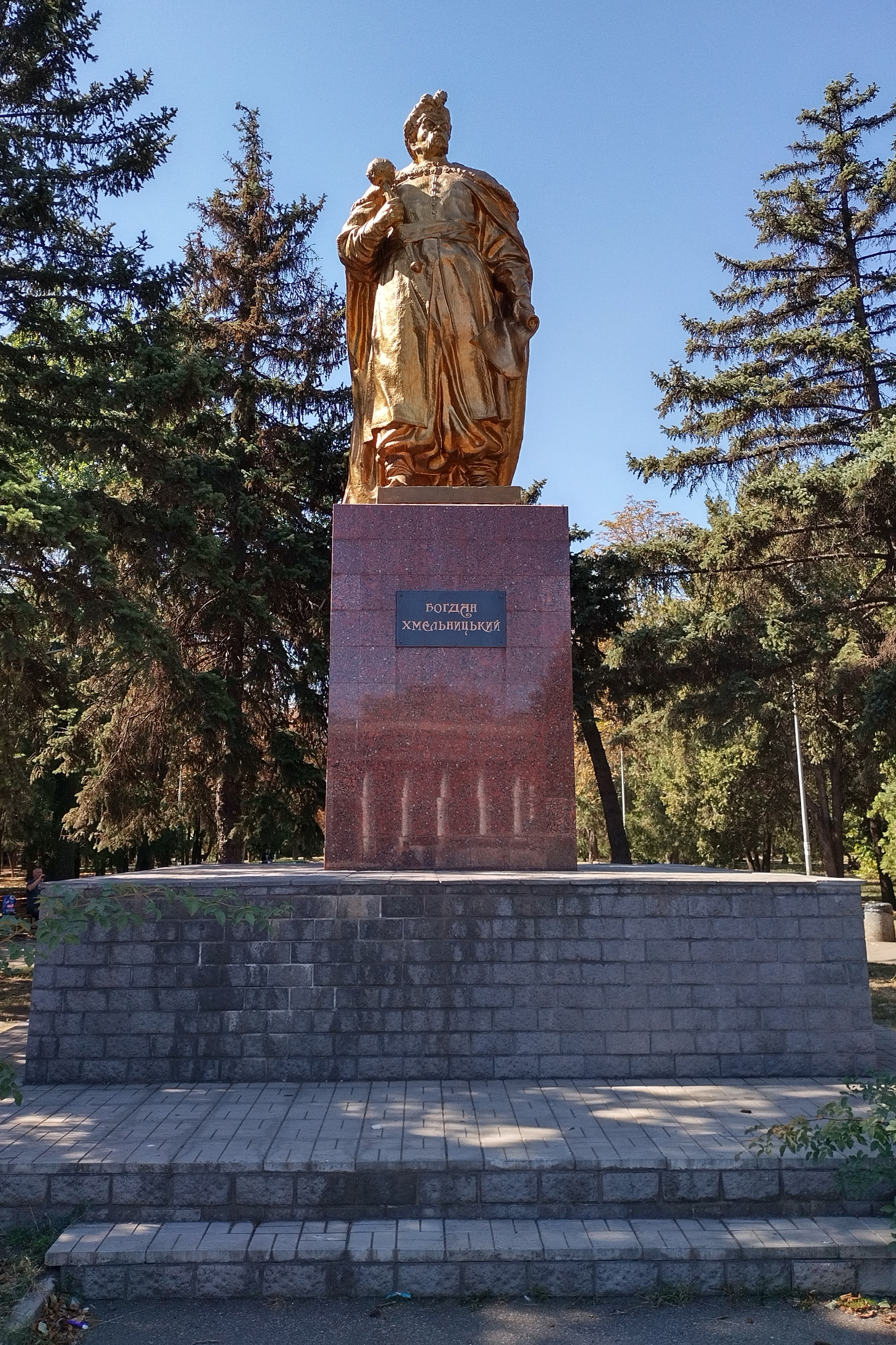
Памятник Богдану Хмельницкому в Кривом Роге (улица Ватутина)
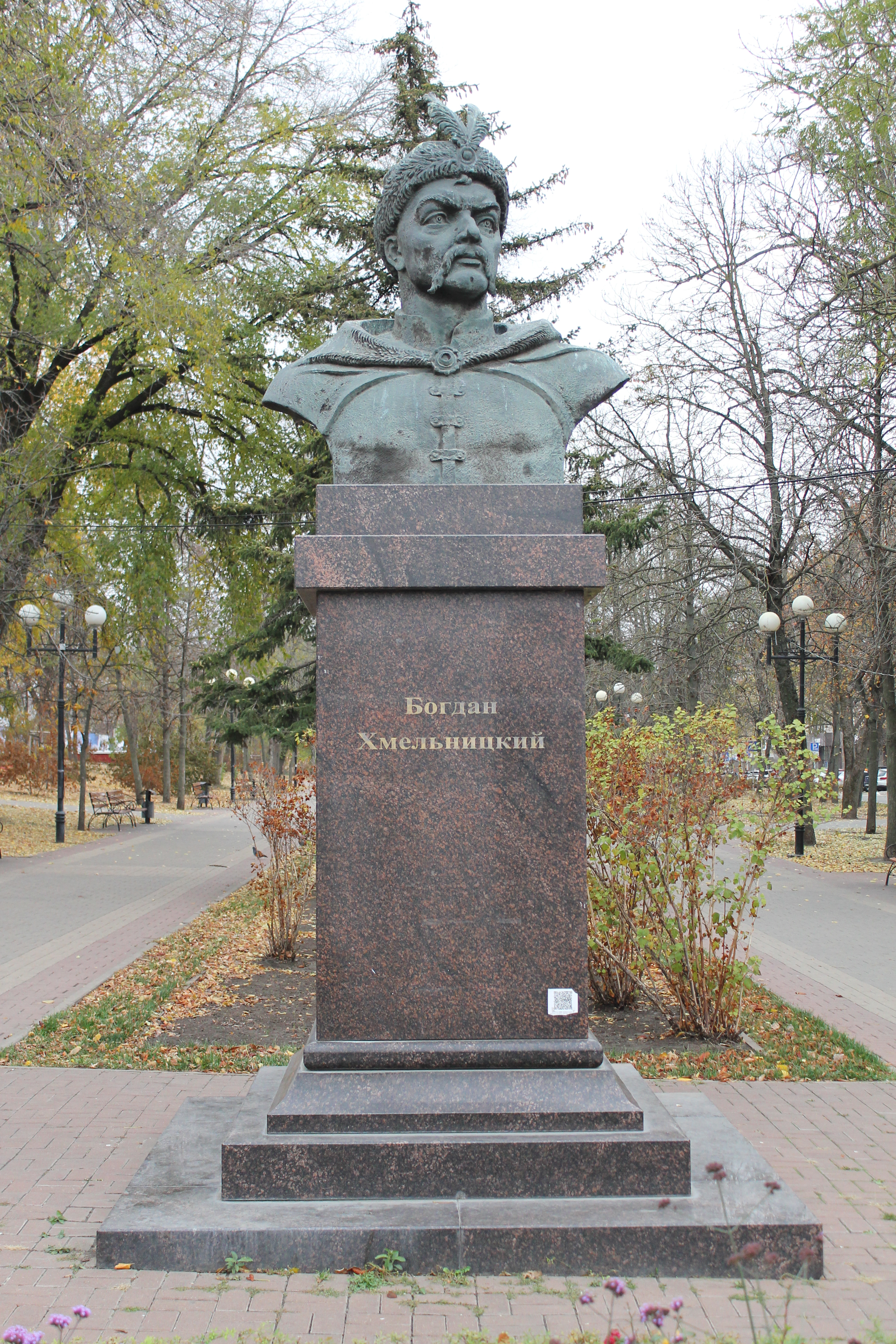
Бюст Богдану Хмельницкому в Белгороде

## В произведениях искусства

### В художественной литературе
За що ми любимо Богдана?

За те, що москалі його забули,

У дурні німчики обули

Великомудрого гетьма́на.

За что Богдана любим мы?

За то, что москали его забыли,

Как дурня-немца обманули

Великомудрого гетма́на.
- Кондратий Рылеев посвятил Хмельницкому одну из своих дум.
- Зиновий-Богдан Хмельницкий: [Роман]: Эпоха первая, молодость Зиновия. Ч. 1-5 / Соч. Александра Кузьмича. — С.-Пб. : тип. Экспедиции заготовления гос. бумаг, 1846.
- «Казак Хмельницкий» — повесть Леопольда фон Захера-Мазоха.
- «Огнём и мечом» — роман Генрика Сенкевича.
- «Я, Богдан» — роман Павла Загребельного.
- «Богдан Хмельницкий» — эссе французского писателя Проспера Мериме.
- «Богдан Хмельницкий» — роман-трилогия Михаила Старицкого.
- «Богдан Хмельницкий» — роман-эпопея Ивана Ле.
- «Богдан Хмельницкий» — драма Александра Корнейчука, 1938 год.
- «Долгий путь к себе» — роман Владислава Бахревского.

### В кинематографе
- «Богдан Хмельницкий» — советский чёрно-белый фильм 1941 года (в главной роли Николай Мордвинов).
- «300 лет тому» — советский художественный фильм 1956 года (в роли Виктор Добровольский).
- «Огнём и мечом» / «Ogniem i mieczem» (1999; Польша) режиссёр — Ежи Гофман, в роли Богдана Хмельницкого — Богдан Ступка.
- «Чёрная рада» — украинский фильм 2001 года (в роли Алексей Петренко).
- «Богдан-Зиновий Хмельницкий» — украинский фильм 2007 года (в роли Владимир Абазопуло).
- «Гетман» — украинский 4-серийный художественный фильм режиссёра Валерия Ямбурского (в роли Константин Линартович).
- «Слуга народа-2» — украинский сериал 2017 года (в роли Александр Пикалов).

### В изобразительном искусстве
- «Переяславская рада» — картина Алексея Кившенко 1880 года
- «Навеки с Москвой, навеки с русским народом» — картина Михаила Хмелько 1951 года

### В музыке
- Военный марш русской императорской армии «Богдан Хмельницкий».
- «Богдан Хмельницкий» — советская опера Константина Данькевича 1951 года.

В нумизматике
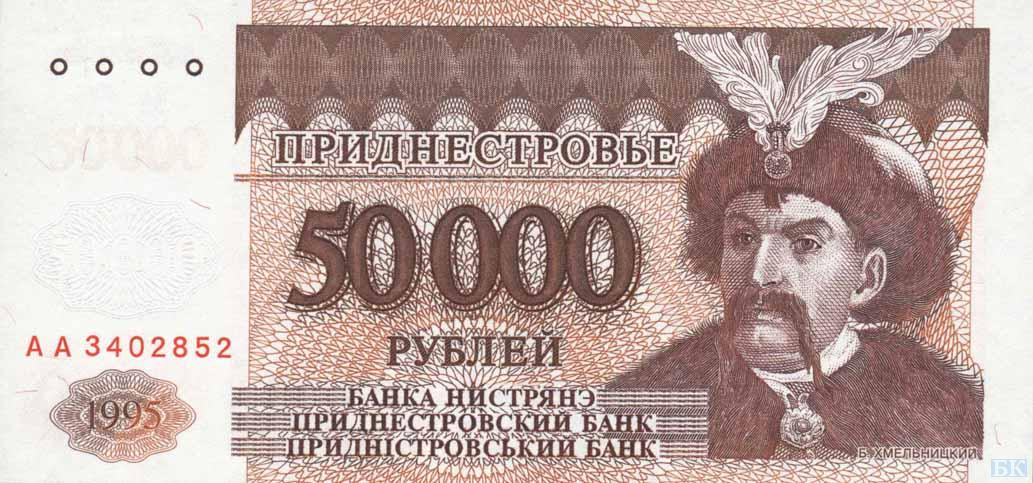
Пятьдесят тысяч приднестровских рублей, 1995 год
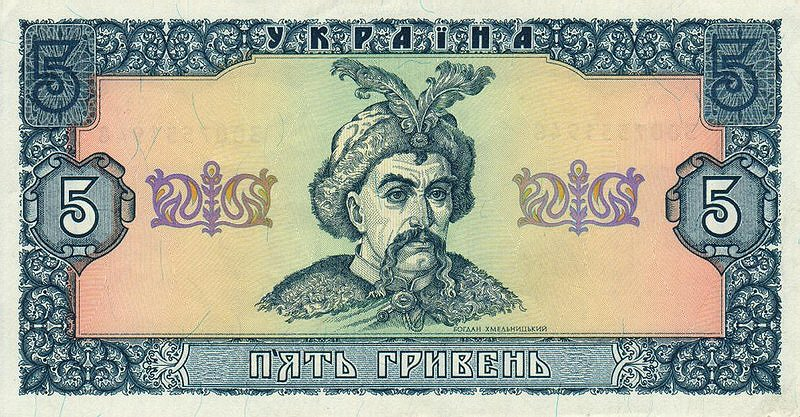
Пять украинских гривен, 1992 год
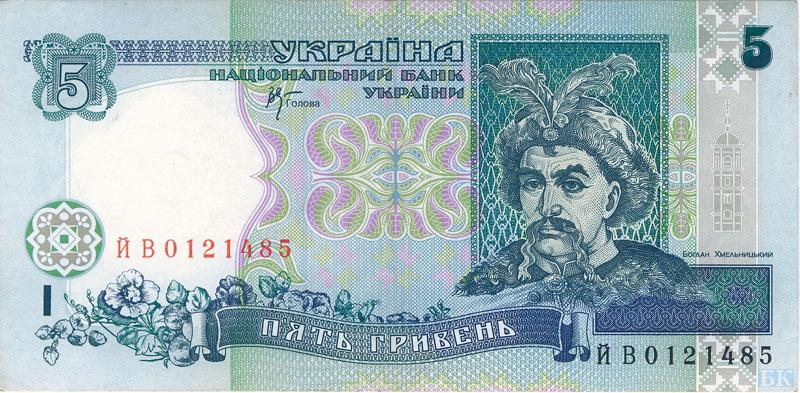
Пять украинских гривен, 2001 год
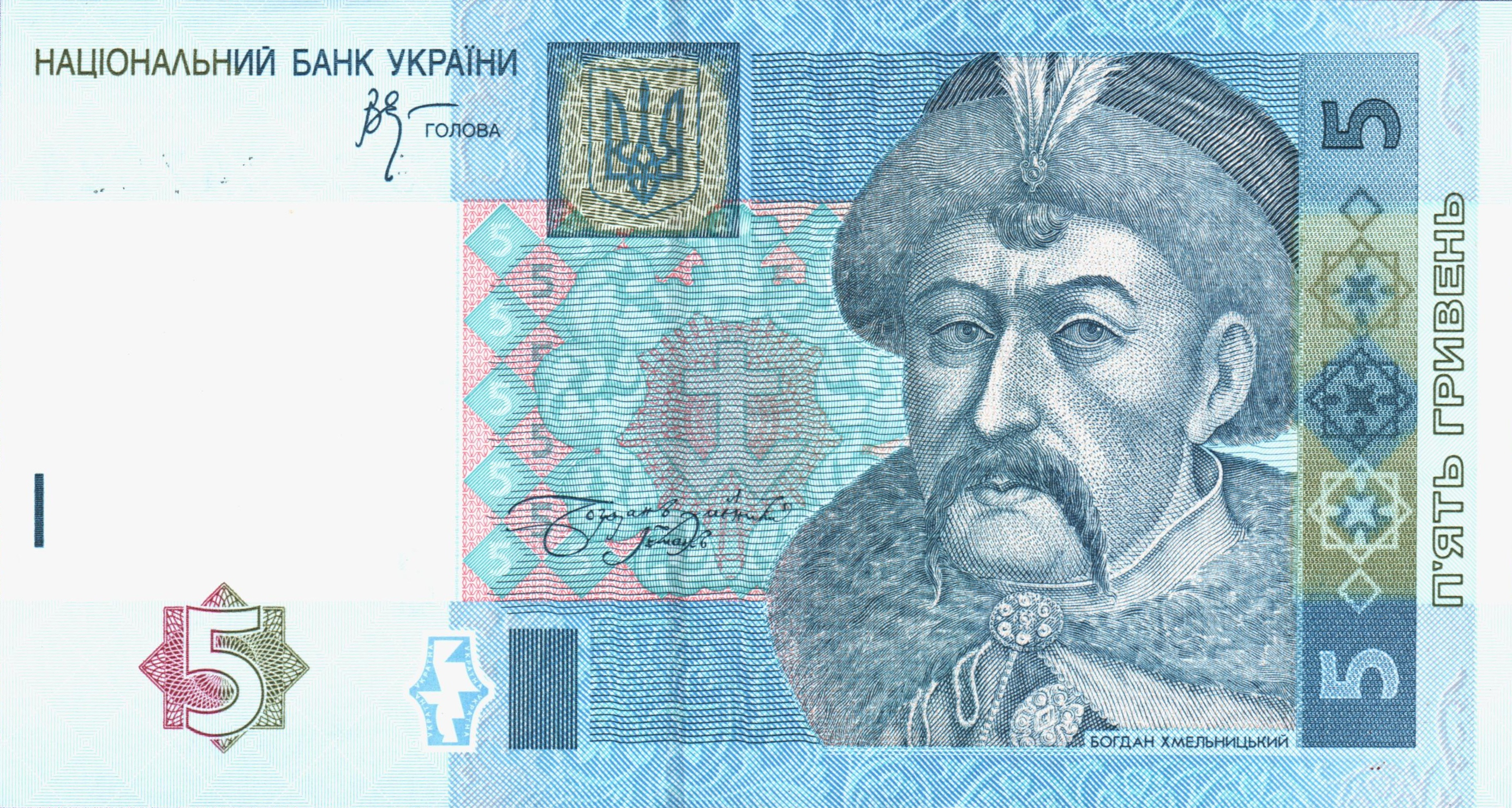
Пять украинских гривен, 2004 год
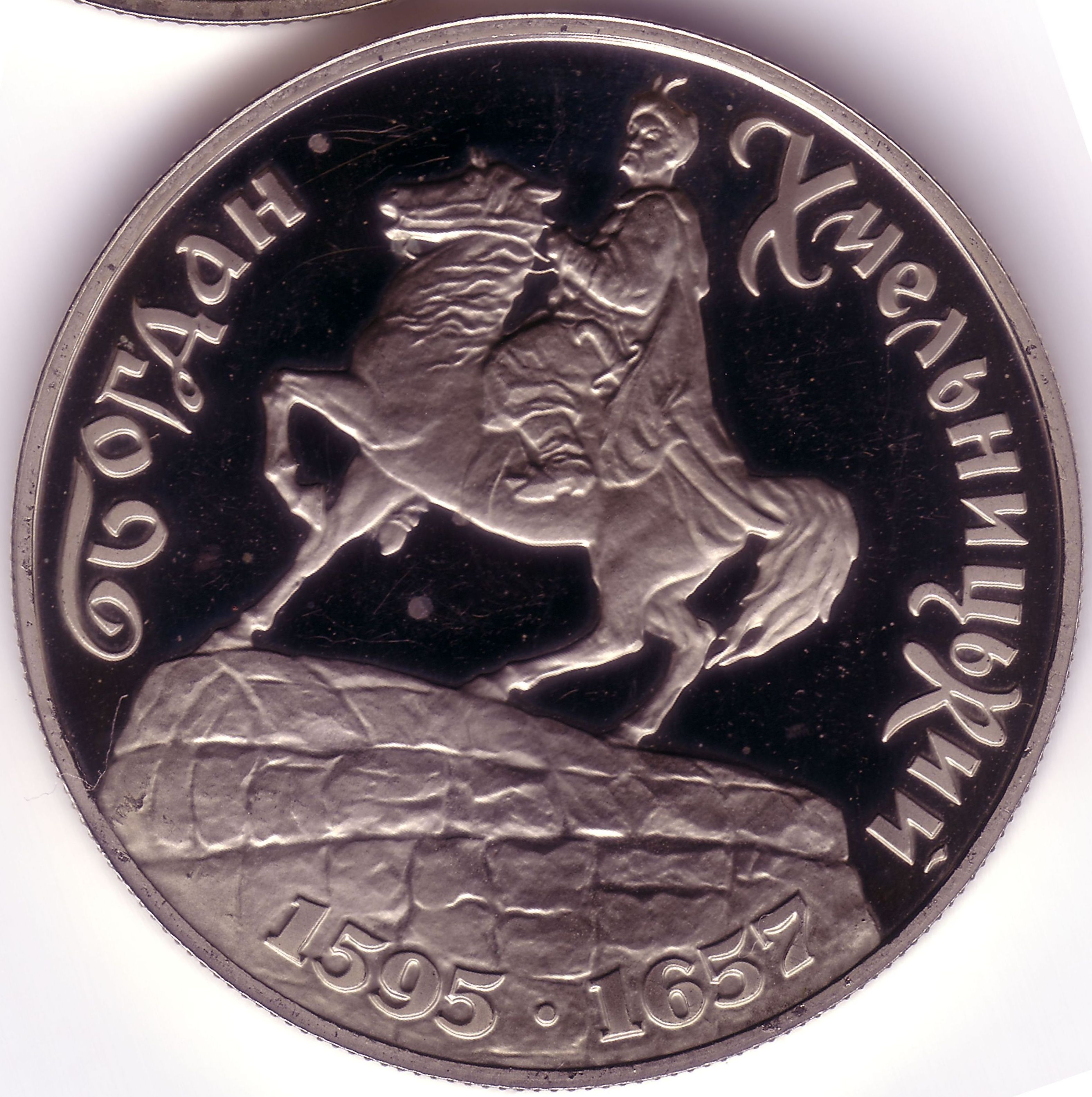
Памятная монета 200 тысяч карбованцев, 1995 год

В филателии
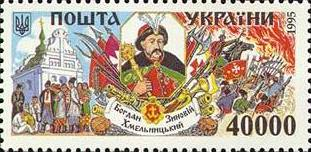
Почтовая марка Украины, 1995 год
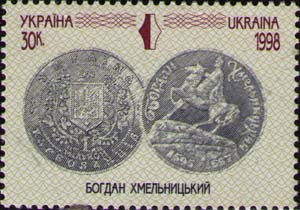
Почтовая марка Украины, 1998 год
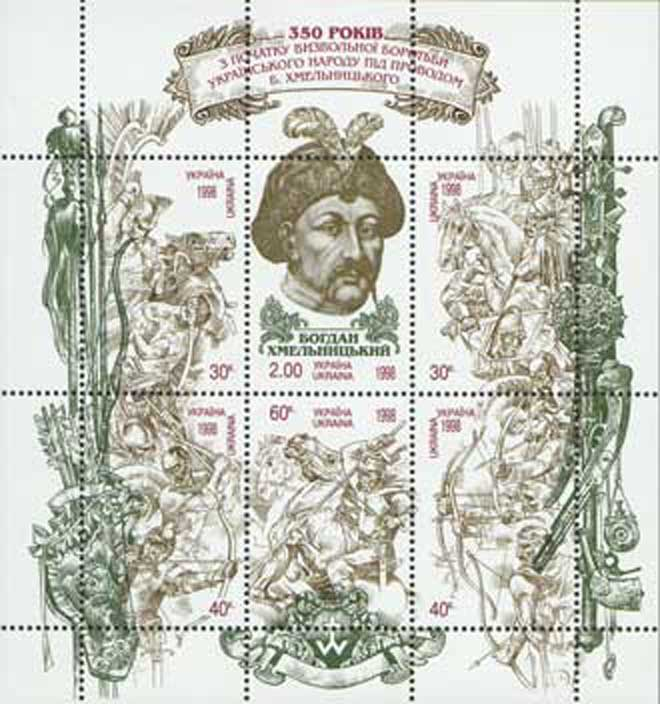
Почтовый блок Украины, 1998 год
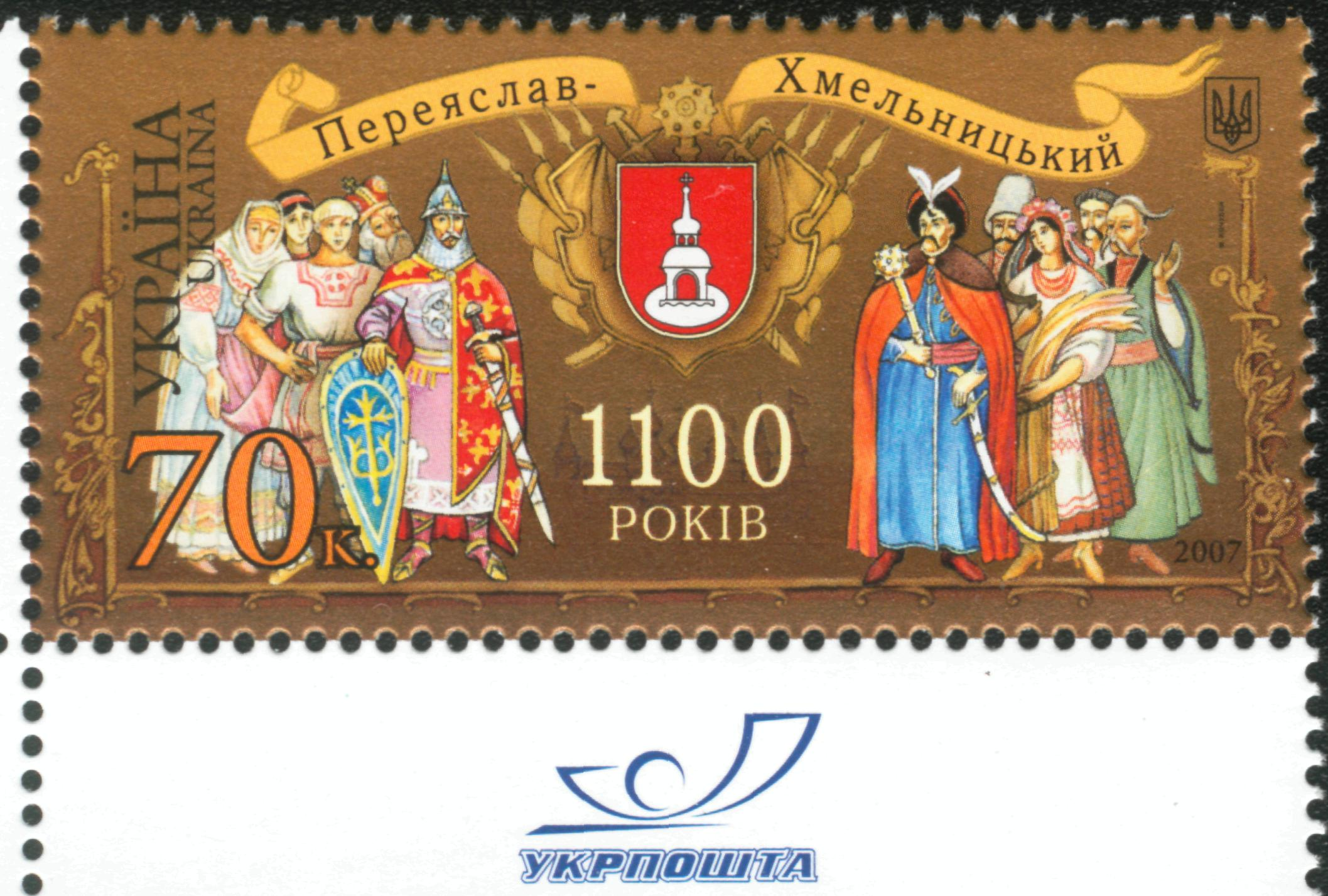
Почтовая марка Украины, 2007 год
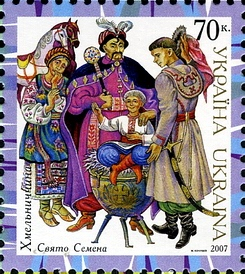
Почтовая марка Украины, 2007 год
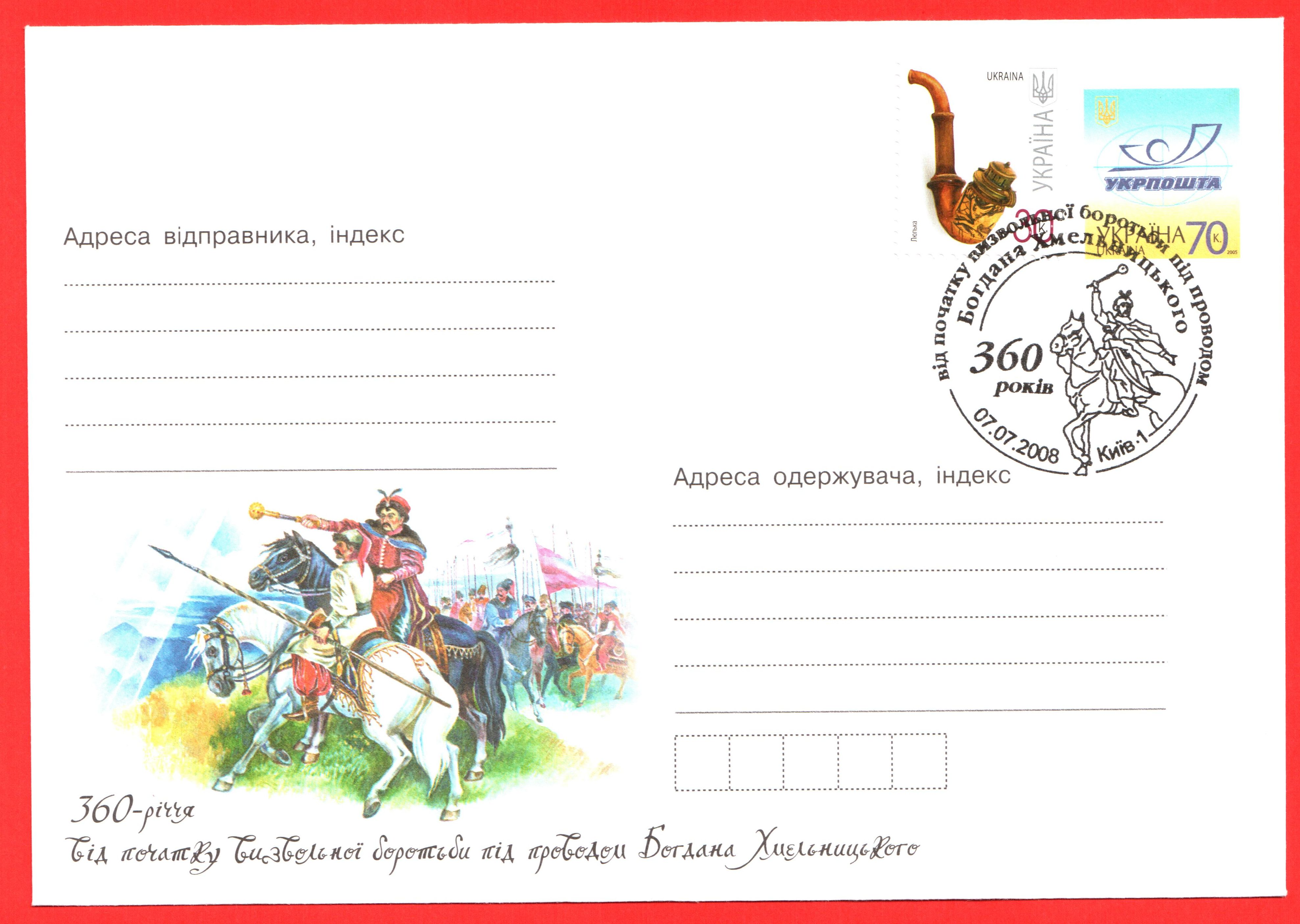
Почтовый конверт Украины, 2008 год
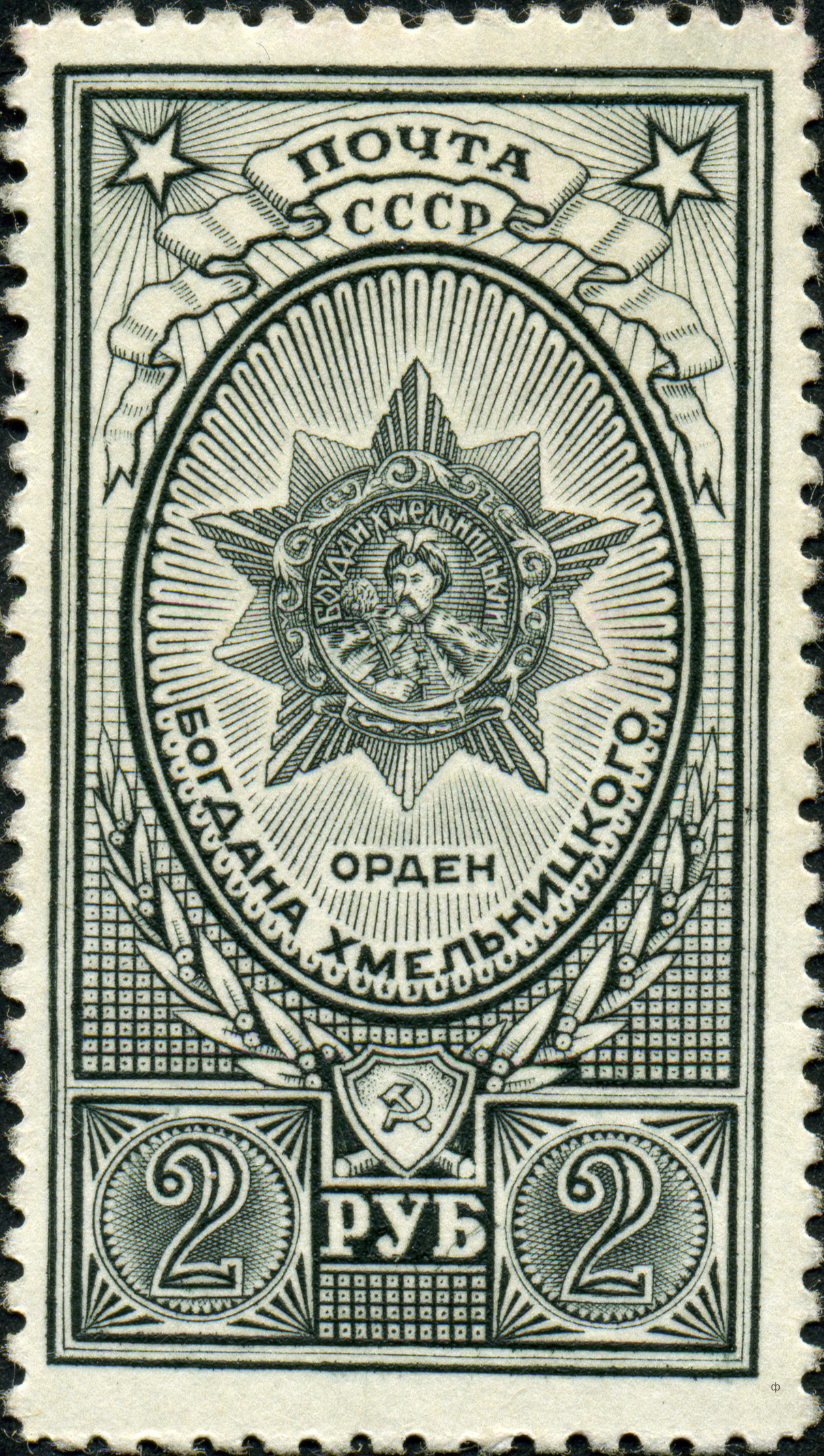
Почтовая марка СССР, 1945 год
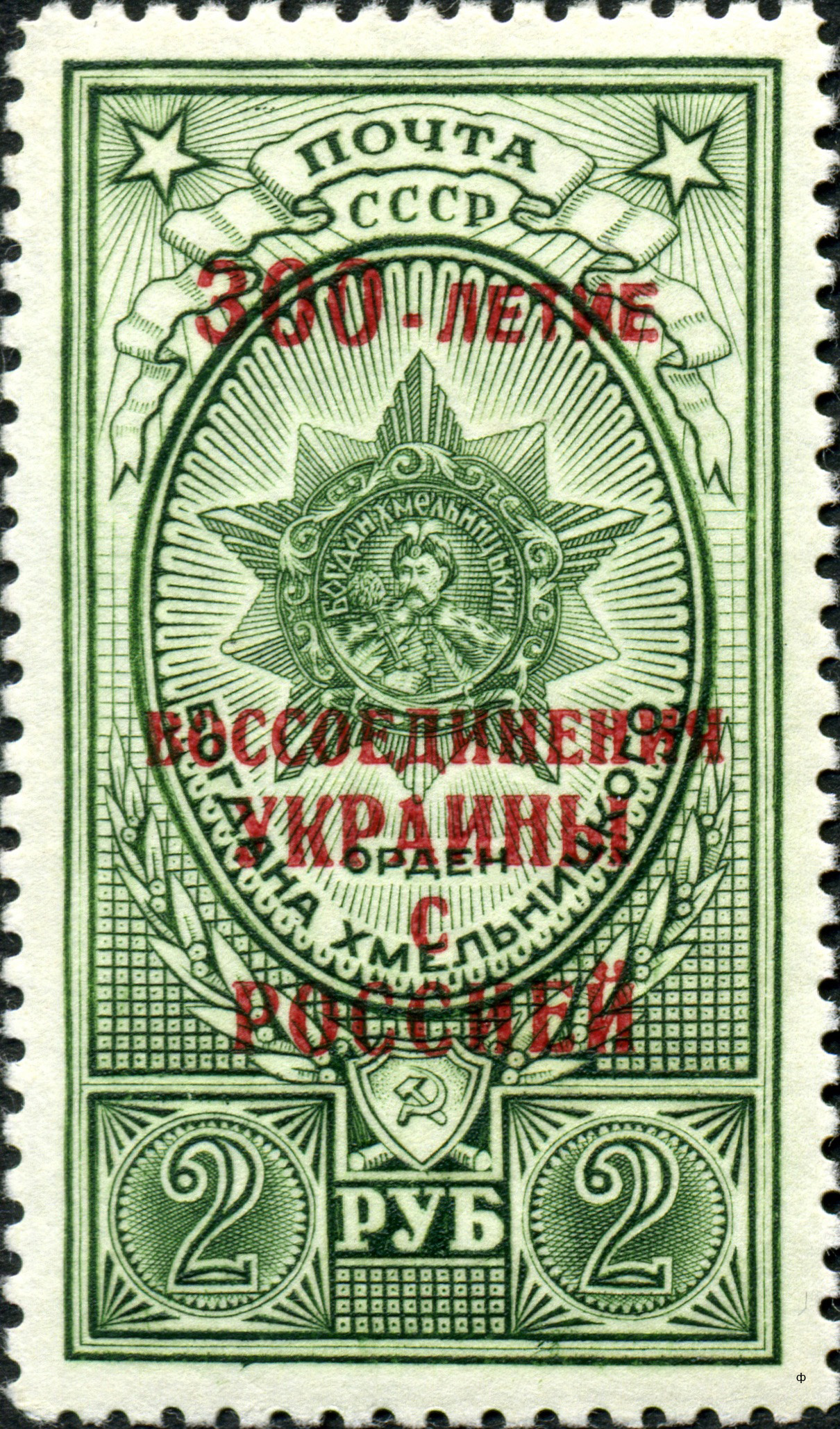
Почтовая марка СССР, 1954 год
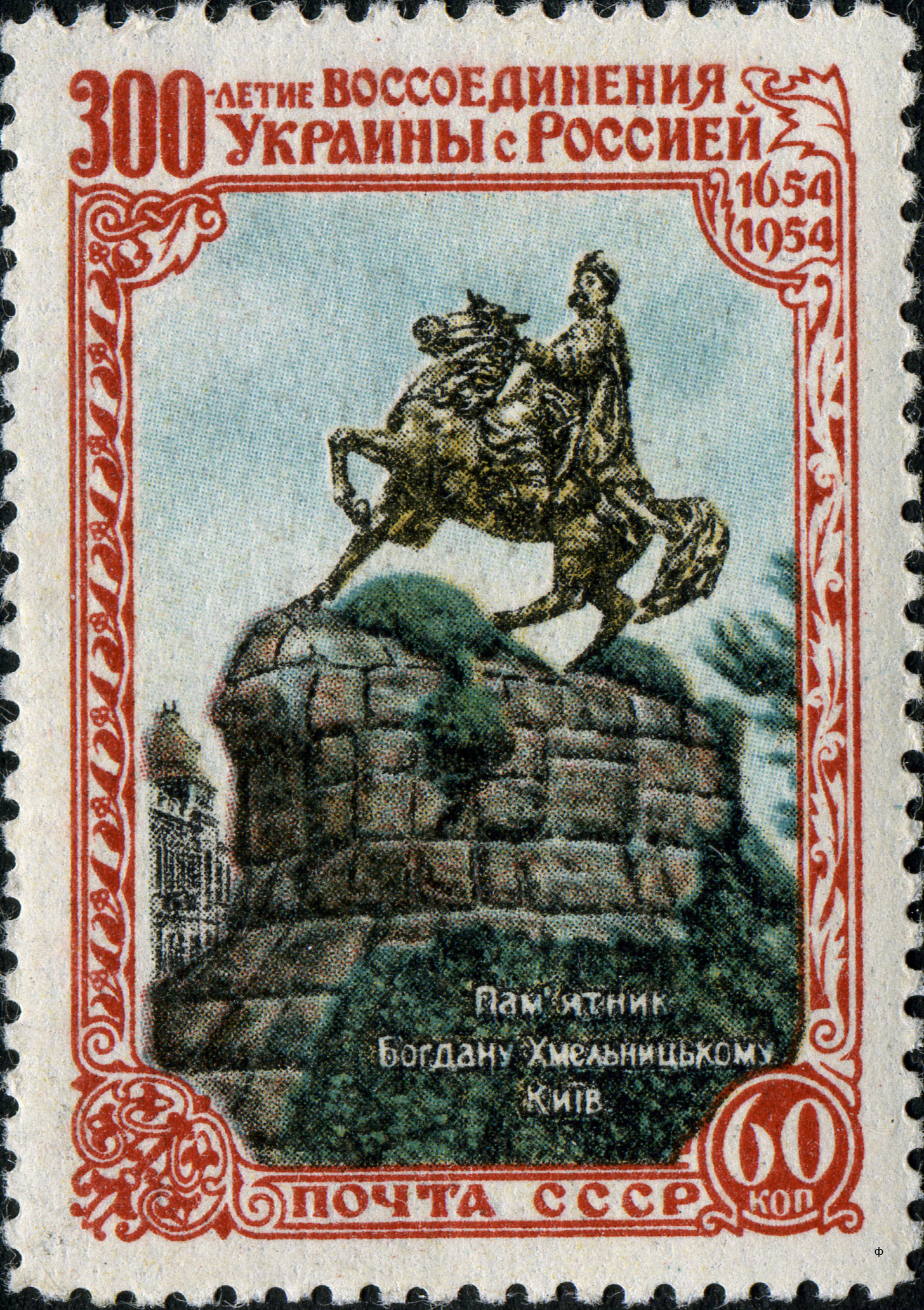
Почтовая марка СССР, 1954 год
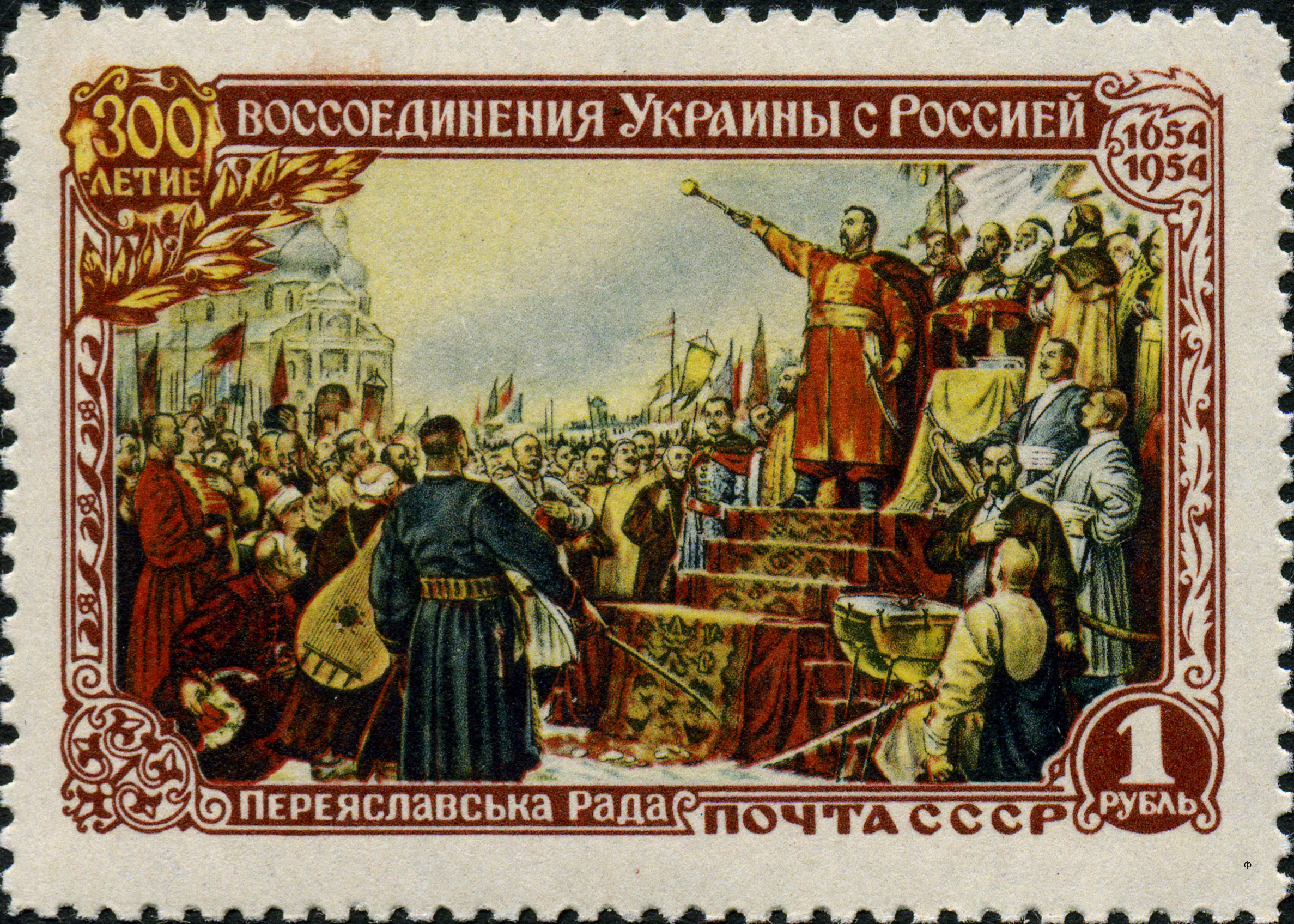
Почтовая марка СССР, 1954 год
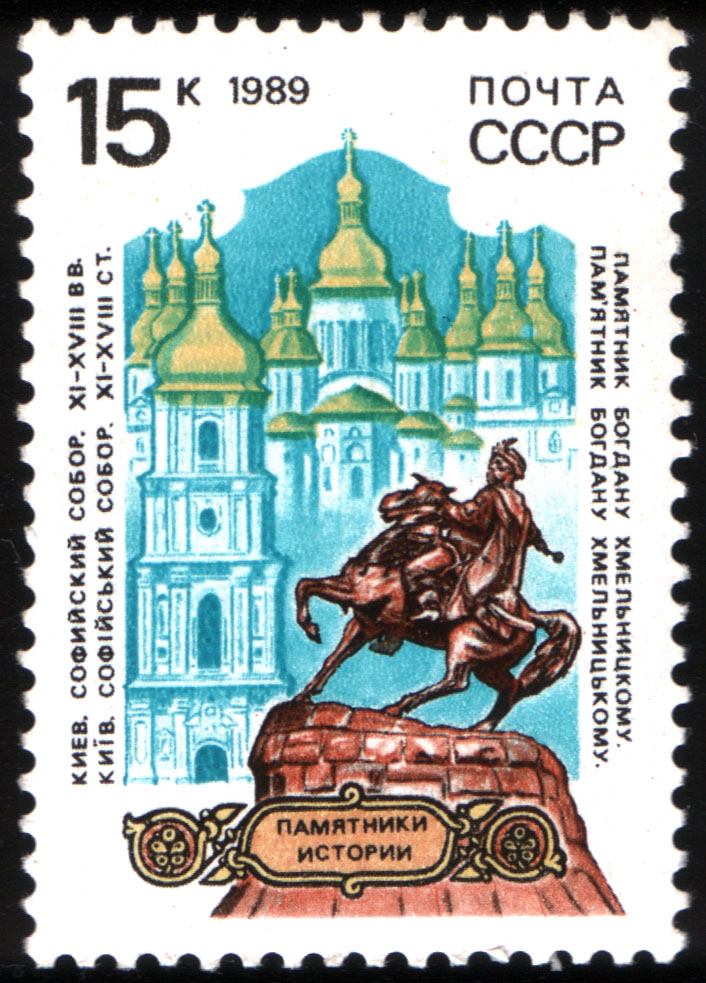
Почтовая марка СССР, 1989 год

## Комментарии
1. ↑  К такому мнению пришёл И. Верба на основе анализа «Помяника» Михайловского Златоверхого монастыря от 1667 года о роде Б. Хмельницкого, составленного лицом, хорошо осведомлённым с жизнью его семьи[10].
2. ↑  Этот меч, в числе польских трофеев после битвы под Берестечком, упоминается как дар Вселенского патриарха[38].